# Haus der Bayerischen Geschichte: Museum

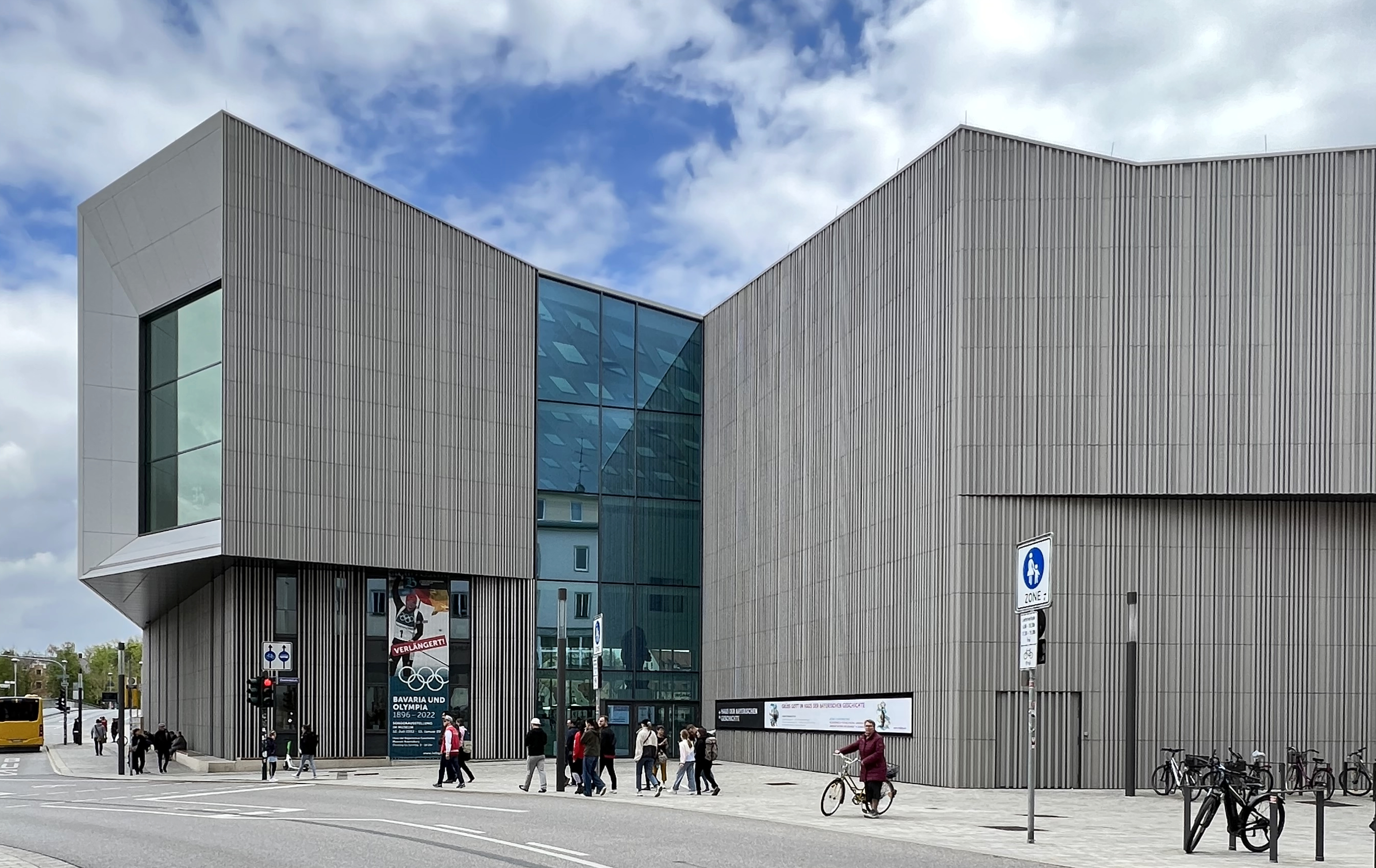
Haus der Bayerischen Geschichte, 2023

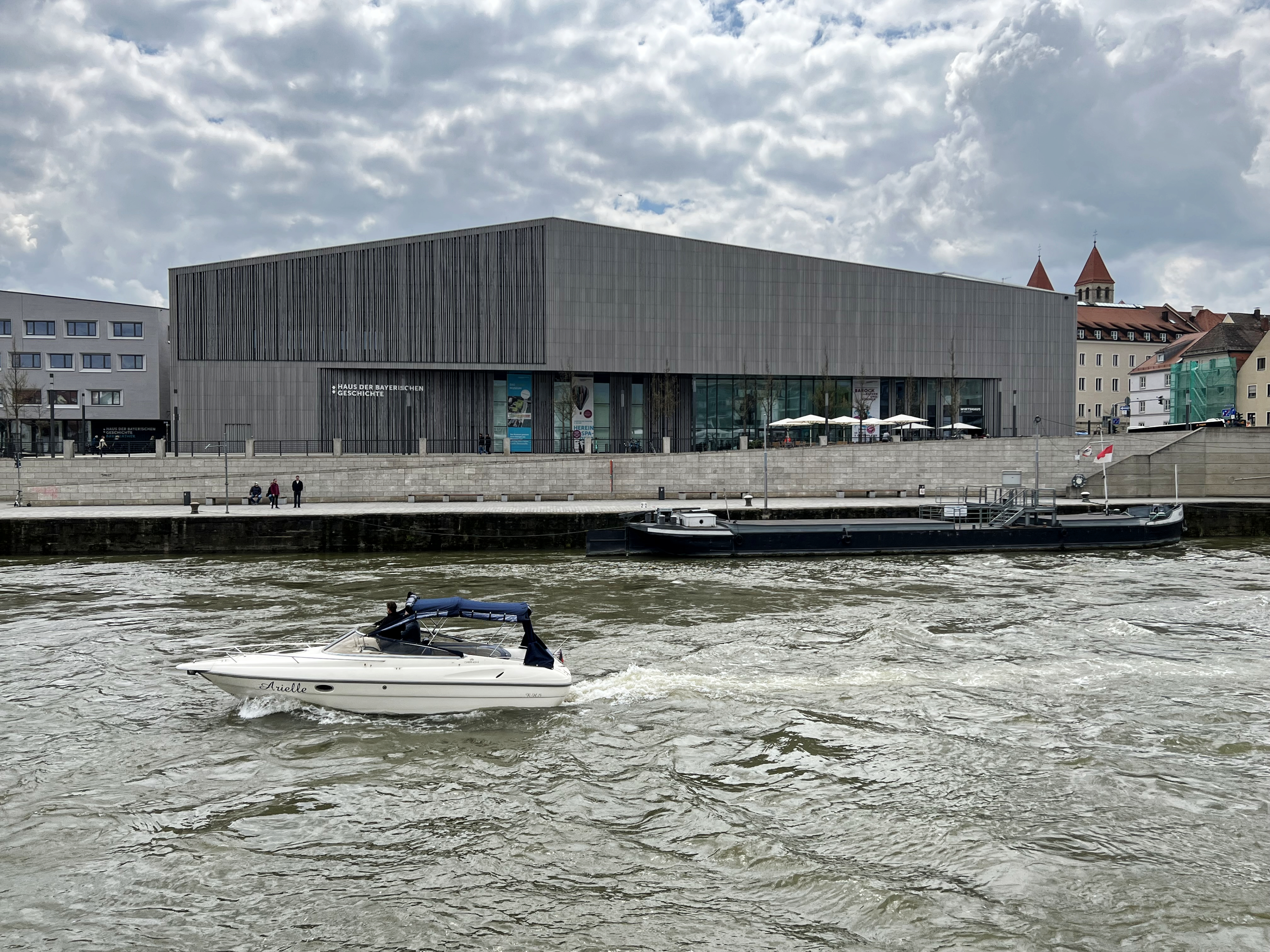
Museumsbau mit Donaulände

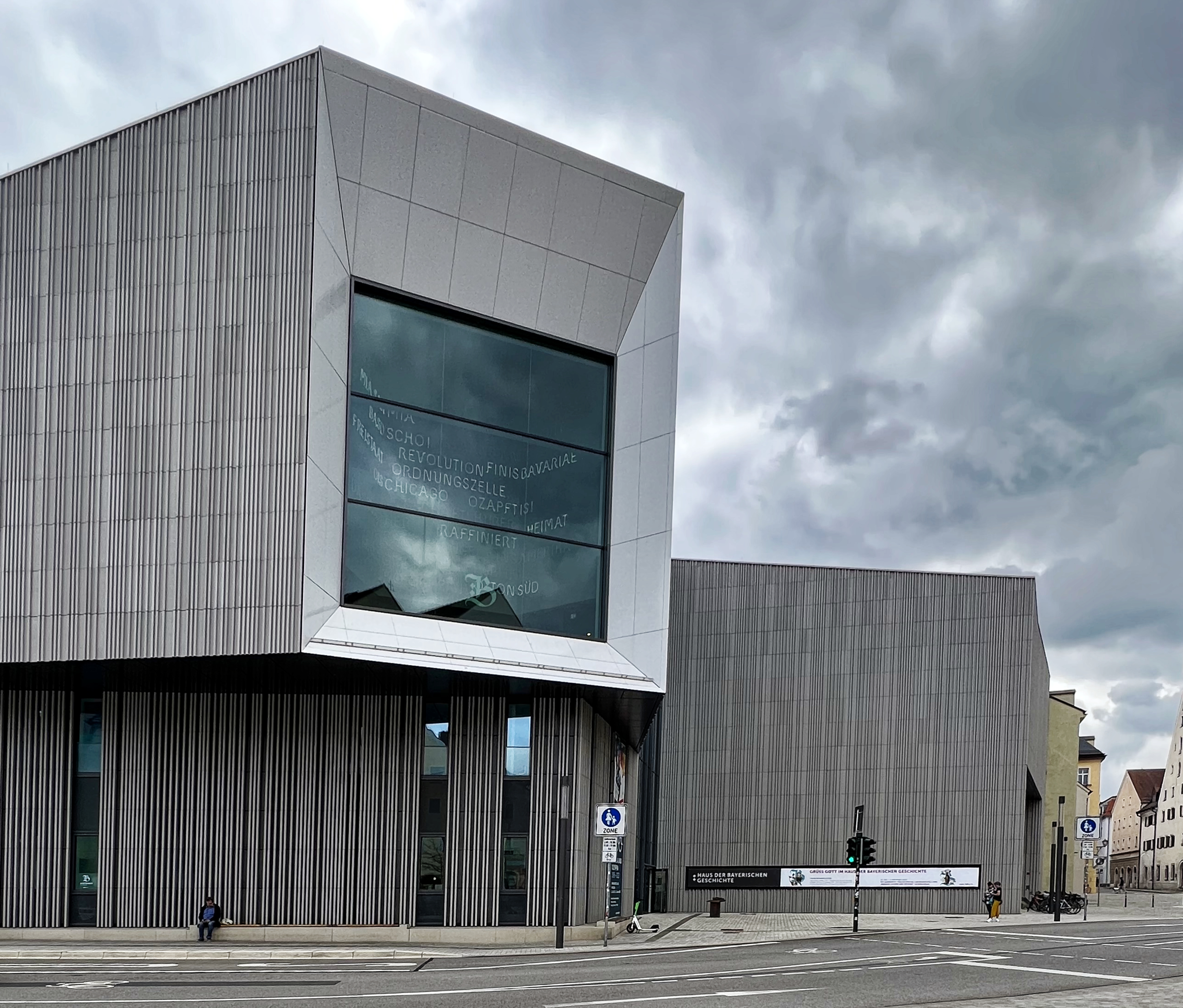
Blick von Westen auf das Domfenster

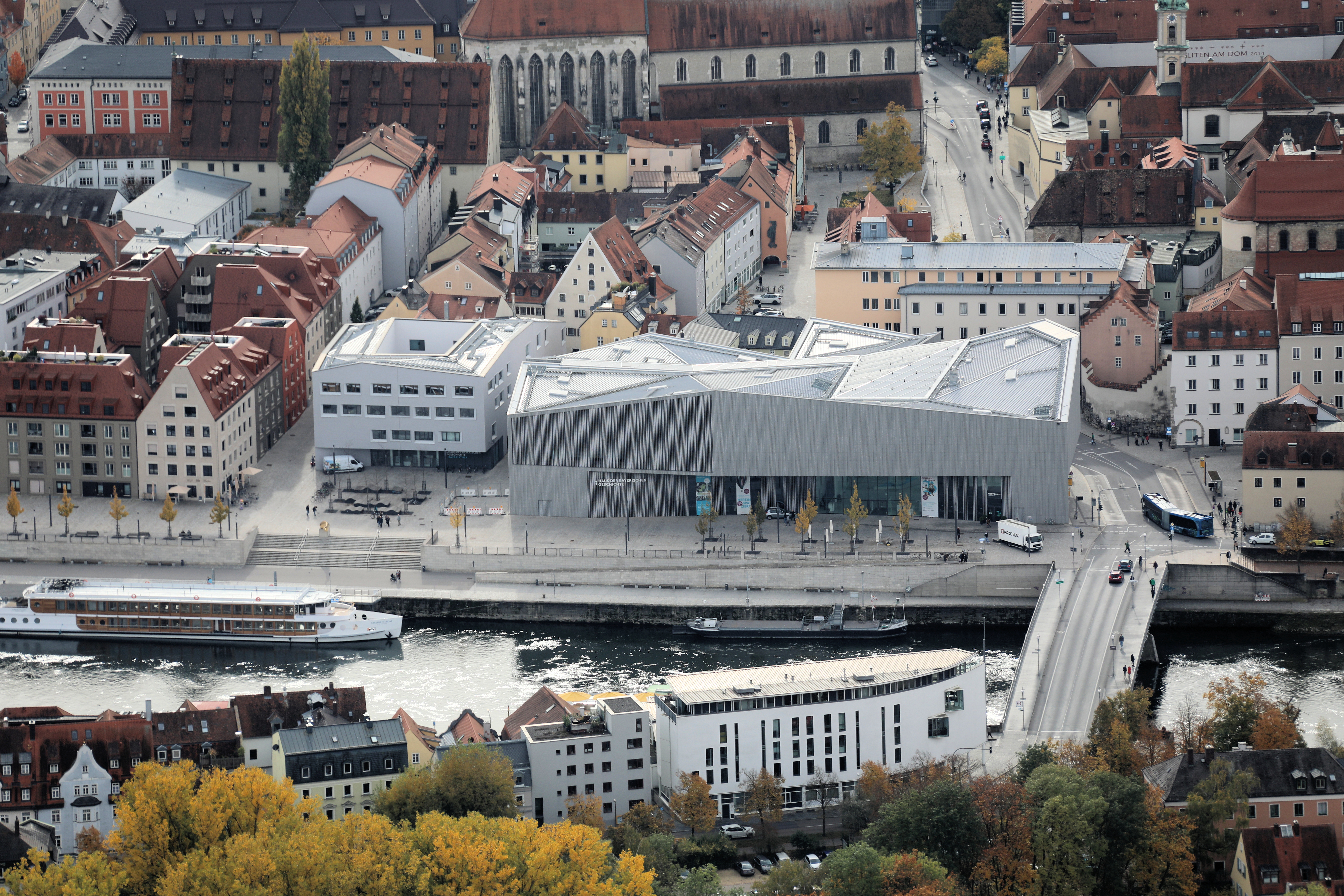
Blick von Norden mit Donaulände und Eiserner Brücke

Das Haus der Bayerischen Geschichte: Museum, auch: Museum der Bayerischen Geschichte, in der Altstadt von Regensburg am südlichen Ufer der Donau ist ein Museum zur neuen und neuesten bayerischen Geschichte. Gründungsdirektor ist Historiker und Museumsfachmann Richard Loibl. Das Museum wurde nach achtjähriger Planungs- und Bauphase am 5. Juni 2019 eröffnet.
Die Dauerausstellung des Museums umfasst auf einer Fläche von 2500 m² die Zeit von der Gründung des Königreichs Bayern 1806 bis zur Gegenwart. Das Museum ist die erste ortsgebundene Einrichtung des Hauses der Bayerischen Geschichte, das die Bayerischen Landesausstellungen ausrichtet, die jedes Jahr in einer anderen Region Bayerns zu einem spezifischen Thema der bayerischen Geschichte stattfinden.
Die Erfahrung des Hauses und seiner Mitarbeiter mit Museumsgründungen und großen Ausstellungsprojekten konnte von Anfang an in das Projekt einfließen. Daraus resultierte die hohe Gewichtung von Sonderaktivitäten. Beispielsweise steht ein 1000 Quadratmeter umfassender stützenloser Raum für Wechselausstellungen und Veranstaltungen zur Verfügung. Durch die effektive Planung sind sowohl Präsentationen in Größenordnungen von Landesausstellungen als auch kulturelle Veranstaltungen mit bis zu 1000 Gästen durchführbar. Dabei wurde das Museum als Passivhaus konzipiert. Die Energiekosten, die ansonsten die Museumsetats zu großen Teilen aufsaugen, belasten das HdBG nur in niedriger sechsstelliger Größenordnung.

## Vorentwicklungen und Ziele
Das Museum sollte ursprünglich zum 100-jährigen Jubiläum des Freistaats Bayern im Jahr 2018 eröffnen. Wegen eines Brandes in einem Nebengebäude im Juli 2017 verzögerte sich die Eröffnung aber um ein Jahr. Standort des Museums ist der ehemalige sog. Donaumarkt an der Donaulände unmittelbar südlich der Eisernen Brücke über die Donau. Die Architektur des Neubaus, berücksichtigt zwar den Verlauf ehemaliger Gassen auf dem Gelände, jedoch wird besonders die Gestaltung der Fassade vor Ort kontrovers diskutiert. Bau und Ausstattung des Museums kosteten rund 95 Millionen Euro.
Der damalige bayerische Ministerpräsident Horst Seehofer kündigte in seiner Regierungserklärung am 10. Dezember 2008 an, ein bayerisches Landesmuseum für Geschichte verwirklichen zu wollen. Um einen Standort zu finden, wurde ein Wettbewerb ausgeschrieben.
Der bayerische Staatsminister für Wissenschaft und Kunst Wolfgang Heubisch stellte am 17. Mai 2011 seinen Kabinettskollegen den vom Haus der Bayerischen Geschichte erarbeiteten Kriterienkatalog für einen geeigneten Museumsstandort vor. Gefordert wurde eine Innenfläche von mindestens 11.000 m² für Depots, Ausstellungsräume, Gastronomie und Verwaltung. Eine weitere Voraussetzung war eine „Symbolträchtigkeit“ des Ortes für die bayerische Geschichte. Der Ort sollte die Demokratiegeschichte und den Strukturwandel des Freistaates Bayern widerspiegeln.
Am 7. Dezember 2011 wurde bekanntgegeben, dass das Projekt am Donaumarkt in Regensburg realisiert werden solle. Kritik erhielt Seehofer, weil die Stadt Regensburg bereits im Vorfeld der offiziellen Bekanntgabe als Favorit dargestellt wurde. Auch wurde das Verfahren von Medien und politischen Parteien als angeblich undurchschaubar kritisiert.

### Alternative Bewerbungen von Kommunen

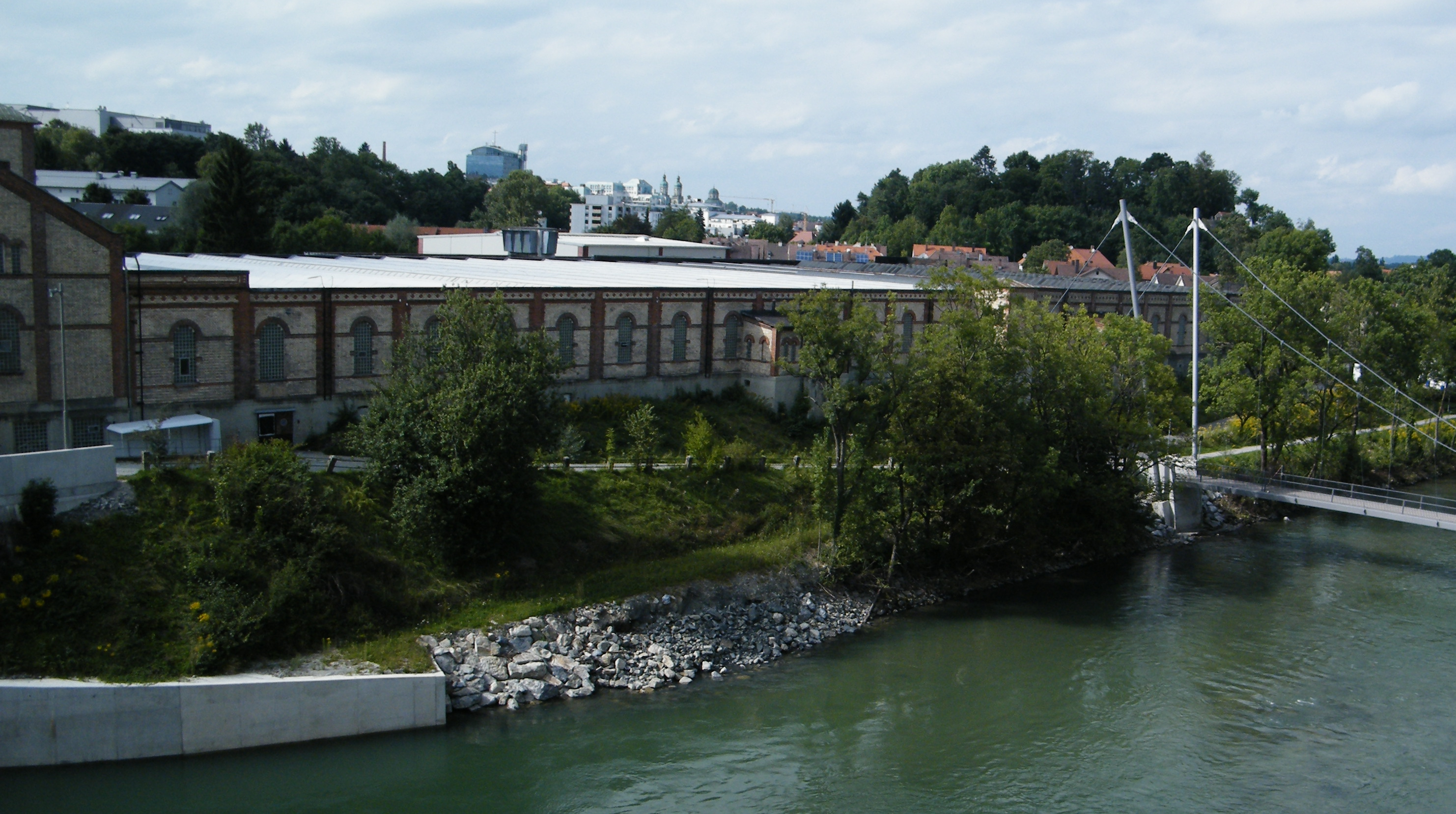
Vorgeschlagener Alternativstandort: Alte Weberei in Kempten an der Iller

Zahlreiche Städte bewarben sich, darunter in Oberfranken Kulmbach, in Mittelfranken Nürnberg, in Unterfranken Bad Kissingen und Würzburg, in der Oberpfalz Sulzbach-Rosenberg, in Oberbayern Burghausen, Freising, Ingolstadt, Marktl am Inn, Neuburg an der Donau und Scheyern, in Niederbayern Bogen, Eggenfelden, Kelheim, Landshut und Passau sowie Straubing und Viechtach, in Schwaben Kempten, Augsburg, Babenhausen, Bad Grönenbach, Buxheim und Höchstädt. Einige dieser Städte machten konkrete Standortvorschläge.
Die Stadt Kempten wollte das Geschichtsmuseum in der alten Mechanischen Baumwollspinnerei und Weberei unterbringen. Die im Jahr 1902 erbaute und denkmalgeschützte Sheddachhalle aus Backstein hat eine innere Nutzfläche von 15.000 m² und liegt direkt am Fluss Iller. Am Gelände befinden sich noch weitere freie Flächen. In der Nähe befinden sich drei historische Brücken, die Oberen Illerbrücken. Das Gebäude steht seit 1993 leer. Würzburg wollte das Museum auf dem Areal der ehemaligen Mozartschule gegenüber der Würzburger Residenz unterbringen.
Den Zuschlag erhielt die Stadt Regensburg durch den bayerischen Ministerrat auf einstimmige Empfehlung des Fachgremiums zur Standortwahl, weil die Stadt ein Grundstück in zentraler und attraktiver Lage an der Donau zur Verfügung stellte, auf dem alle geplanten Museumsfunktionen untergebracht werden konnten. Zusätzlich renovierte die Stadt Regensburg im Osten des Geländes einen denkmalgeschützten früheren Salzstadel für Depotzwecke. Für Ausstellungen, Veranstaltungen und Museumspädagogik konnte ein Neubau errichtet werden, bei dem die Vorgaben hinsichtlich Konzeption und Nachhaltigkeit keinen Einschränkungen ausgesetzt waren.

## Der Museumsbau

### Der Donaumarkt als Bauplatz und seine Geschichte
Der Museumsbau liegt am südlichen Ufer der Donau auf einem erhöhten hochwassersicheren Areal südöstlich der Eisernen Brücke und östlich des St. Georgen-Platzes und der nach Süden verlaufenden Kolpingstraße.
Einschließlich der Außenanlagen hat das Museumsareal Ausmaße von 300 m in West-Ost-Richtung entlang der Donau. Im Osten wird das Areal begrenzt von der nach 2010 neu entstandener Wohnbebauung und vom Österreicher Stadel, der dem Museum als Depot dient. In Süd-Nord-Richtung misst das Museumsareal ca. 150 m von der südlich verlaufenden Ostengasse bis hin zur Uferstraße (Donaulände), wo sich Anlegeplätze für Donauschiffe befinden. Im Süden zur Stadt hin umfasst das Areal den ehemaligen Hunnenplatz, dessen Bebauung bis auf ein einziges Haus bereits nach 1954 abgerissen worden war, um die Umfahrung des damals gerade neu errichteten Kolpinghauses zu ermöglichen. Das letzte Haus am ursprünglichen Hunnenplatz wurde erst kurz vor Beginn der Baumaßnahmen abgerissen.
Im Norden umfasst das Museumsareal bis hin zur Donaulände einen Platz, der von den Bewohnern Regensburgs seit Ende des Zweiten Weltkrieges Donaumarkt genannt wurde. Der Donaumarkt hat in der Baugeschichte von Regensburg nach dem Zweiten Weltkrieg und für die nach 1960 beginnende sehr konfliktreiche Verkehrsplanung in Regensburg eine besondere Bedeutung. Erst der Beschluss zum Bau des Museums hat die Auseinandersetzungen endgültig beendet.
Der Donaumarkt ist also kein historischer Platz, sondern entstand nach dem Zweiten Weltkrieg. Die Entstehung des Donaumarktes begann, als gegen Ende des Krieges das westlich vom Österreicher Stadel 1890 erbaute große städtische Getreidelagerhaus von Bomben getroffen und völlig zerstört wurde. Die westlich vom zerstörten Lagerhaus bis hin zum St.Georgen-Platz vorhandene kleinteilige Gewerbe- und Wohnbebauung bildete weiterhin ein bewohntes Hafenviertel und hatte mit der Hafenbahn, deren Gleise, bis hin zur Eisernen Brücke verliefen, sogar einen Anschluss an die großen Hafenanlagen östlich der Nibelungenbrücke.
20 Jahre nach Kriegsende wurde das bis dahin unbebaut gebliebene Freigelände des zerstörten Getreidelagerhauses – der Donaumarkt – erheblich vergrößert, als 1964 die gesamte Bebauung des weitgehend unzerstört verbliebenen zugehörigen Hafenviertels abgerissen wurde. Der von Oberbürgermeister Rudolf Schlichtinger geführte Stadtrat hatte sich entschlossen, das durch die Abbrüche entstandene Areal für ein gigantisches Verkehrsprojekt zu nutzen. Hier sollten sich zwei vierspurige Straßen, eine Ost-West- und eine Süd-Nord-Stadt-Autostraße kreuzen. Eine passend große und hohe Brücke über die Donau – die sog. Bayerwaldbrücke – sollte die Süd-Nord-Straße nach Norden hin verlängern und unter Zerstörung des Stadtamhofer Salzstadels mitten durch den Stadtteil Stadtamhof in das Flusstal des Regens führen. Damit sollte die Stadt Regensburg für die südlichen und nördlichen Gemeinden erschlossen werden.
Zusätzlich sollte eine innerstädtische Ost-West-Straße als sog. Donauparallele die nach dem Krieg im Westen der Stadt neu entstandenen Wohngebiete mit den Industriegebieten im Osten der Stadt verbinden.
Nach heftigen Auseinandersetzungen waren die Straßenbaupläne endgültig nach den Kommunalwahlen 1978 gescheitert. Das gesamte Donaumarktgelände blieb unbebaut und wurde weiterhin als Autoparkplatz und Wochenmarkt genutzt. Mehrmals wurde eine geplante Bebauung des Geländes mit Großprojekten (Kongresszentrum) nach Bürgerentscheiden der Stadtbevölkerung abgelehnt. Erst der Bau des Museums stieß auf die Zustimmung der Einwohner von Regensburg. Daraufhin begannen 2012 die archäologischen Untersuchungen und die Dokumentierung der noch vorhandenen Fundamente der ehemaligen Bebauung des Donaumarktes. Die Grabungen umfassten rund 15 000 m² und waren ein Glücksfall, denn hier konnte mitten in einer existierenden Stadt gegraben werden.
Von der Museumsterrasse führen zwei breite Freitreppen hinab zur Uferstraße, die seit 1903 als Donaulände bezeichnet wird und bis zum Ende des Zweiten Weltkrieges Bestandteil des Hafens von Regensburg war. Heute beginnt der Hafen erst östlich der Nibelungenbrücke und auf Höhe der ehemaligen Königlichen Villa finden sich an der Donaulände die Liegeplätze für Kreuzfahrtschiffe.

### Bauausführung

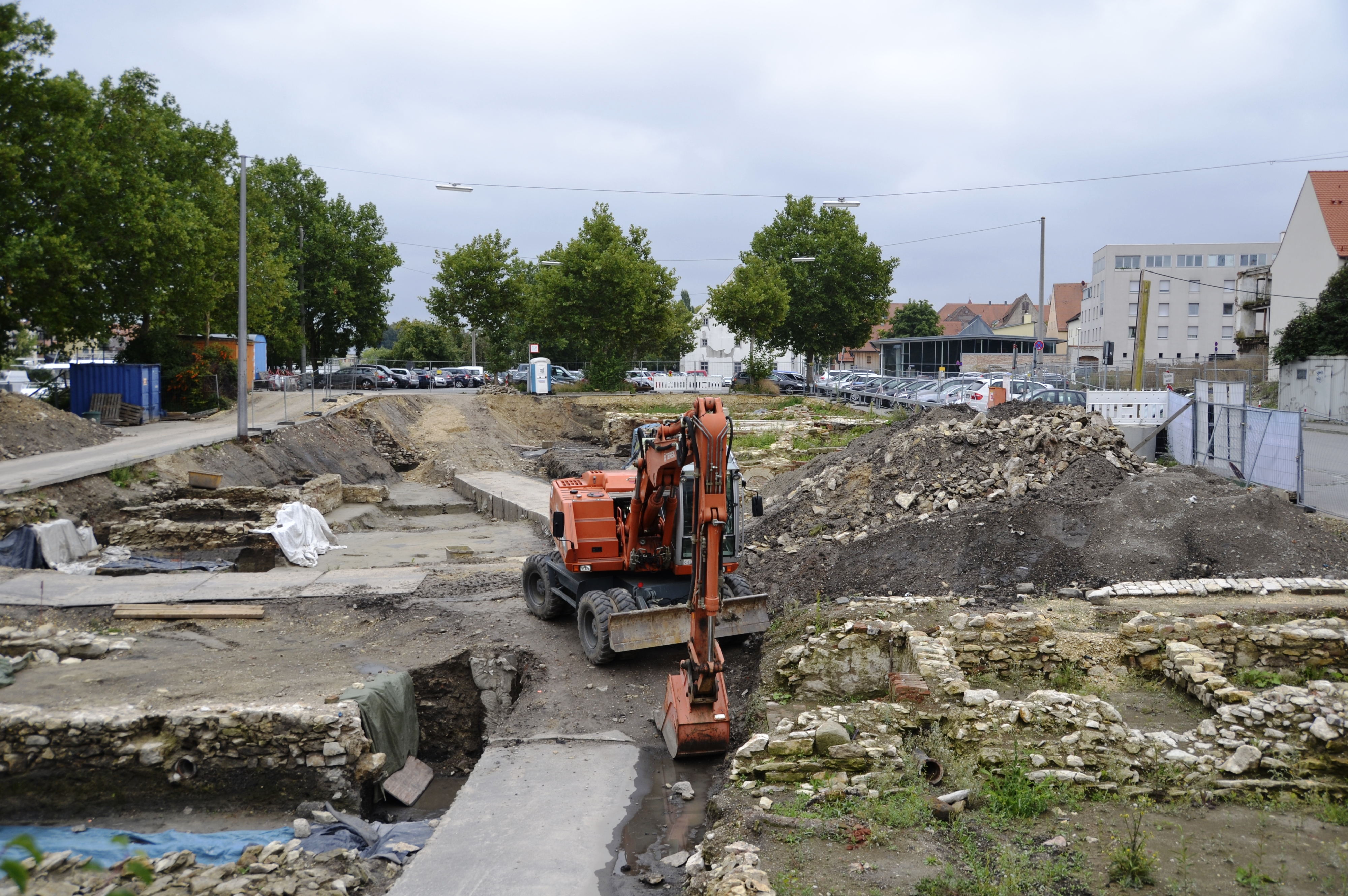
Archäologische Grabungen am Donaumarkt, der Baustelle für das „Museum der Bayerischen Geschichte“ im September 2013

Den Architekturwettbewerb für das Museumsbauwerk gewann 2013 das Architekturbüro Wörner Traxler Richter aus Frankfurt am Main, das den Bau auch erstellte. Für die Finanzierung stellten der Freistaat Bayern 63,9 Millionen Euro und die Stadt Regensburg 3,4 Millionen Euro zur Verfügung. Die Kosten für den Neubau erhöhten sich um 21 Millionen Euro von den veranschlagten 67,3 Millionen Euro auf 88,3 Millionen Euro. Die Erhöhung war dem Brand der Bavariathek und den dadurch verursachten Rückbaumaßnahmen geschuldet.
Die Grundsteinlegung erfolgte am 22. Mai 2015 durch den bayerischen Ministerpräsidenten Seehofer.
Architekt Stefan Traxler sah die Ausgangsposition darin, „einerseits eine klare, zeitlose architektonische Position zu beziehen, andererseits den dienenden Zweck von Architektur hundertprozentig zu erfüllen. Das Museum ist als repräsentativer Bau des Freistaates Bayern in der Hierarchie der bedeutenden Regensburger Gebäude neben dem alten Rathaus und dem Schloss St. Emmeram unmittelbar hinter dem Dom einzuordnen. Es sollte ihn deshalb nicht überragen, weder baulich noch zeichenhaft; aber auch nicht duckmäuserhaft als Teil einer profanen Altstadt auftreten.“ Dabei nahm Traxler die gewachsene Struktur Regensburgs auf, orientierte sich an der vielfältigen Dachlandschaft, an Plätzen und Gassen. Im Zuge dessen verzichtete er auf hohe Eigenwilligkeit, bewusst zu dem Preis, „dass sich flächendeckende Akzeptanz erst in den Jahren der Nutzung und Übernahme durch die Menschen entwickeln kann.“
Von Museumsseite wurde am Entwurf Traxlers besonders gelobt, dass er das Museumskonzept bestens umsetzte. Die Vorstellungen von Architekt und Direktor hinsichtlich Multifunktionalität und Geschichtsinszenierung trafen sich in dem gemeinsamen Bemühen um Flexibilität. Konkretes Beispiel hierfür ist das von Fluss- und Stadtseite zugängliche Foyer mit großen Glasfassaden. Das Foyer soll Besucher in das Haus ziehen, der Oktoberfestlöwe und die Panoramaschau grenzen direkt an und können kostenfrei besucht werden. Barrierefreiheit im doppelten Sinn war das erklärte Ziel. Einmalig macht das Museum, dass die großen Ausstellungsflächen jeweils auf einem Geschoss untergebracht werden konnten.
Die Donaumarkt-Promenade, die direkt an das Museum anschließt, wurde nach Plänen des Ingolstädter Landschaftsarchitekten Wolfgang Weinzierl zusammen mit dem italienischen Stadtplaner Vittorio Magnago Lampugnani neu gestaltet.
Auch von Seiten der Stadt Regensburg und des Freistaats Bayern waren mehrere Planer am Gelände tätig.

## Ausstellungskonzept
Die Dauerausstellung „Wie Bayern Freistaat wurde und was ihn besonders macht“, gestaltet von dem renommierten Szenographenbüro HG Merz, nimmt die Tradition der Geschichtsinszenierung auf, wie sie vom Haus der Bayerischen Geschichte vielfach in den Landesausstellungen seit den 1980er Jahren praktiziert worden war. Sie strebt keine Vollständigkeit an, sondern setzt auf Geschichtserzählung und Präsentation ausgewählter Episoden. Die Erzählung beginnt in der napoleonischen Ära um 1800, als Bayern Königreich wurde, und endet in der Gegenwart. Gegliedert ist sie nach Generationen. Für jede einzelne kommen drei bis vier Episoden auf eine Bühne. Vertieft werden die Inhalte auf deren Nebenseiten. Hinzu treten acht Kulturkabinette.
Hier werden im weitesten Sinn kulturelle Phänomene vorgestellt und hinterfragt, die besonders mit Bayern in Verbindung gebracht werden: von den Sprachen über die Feste und die kirchliche Prägung bis zu den Naturräumen und ihren Gefährdungen. In der erzählerischen Grundhaltung, der Inszenierung von originalen Exponaten und den Erläuterungen der Zusammenhänge durch modernen Medieneinsatz auf wissenschaftlicher Basis sieht das HdBG seinen besonderen Stil, der in den Medien mit dem Begriff des Infotainments umschrieben wurde. Wissenschaftliche Basis und Besucherorientierung zu verbinden, ist erklärtes Ziel des HdBG.

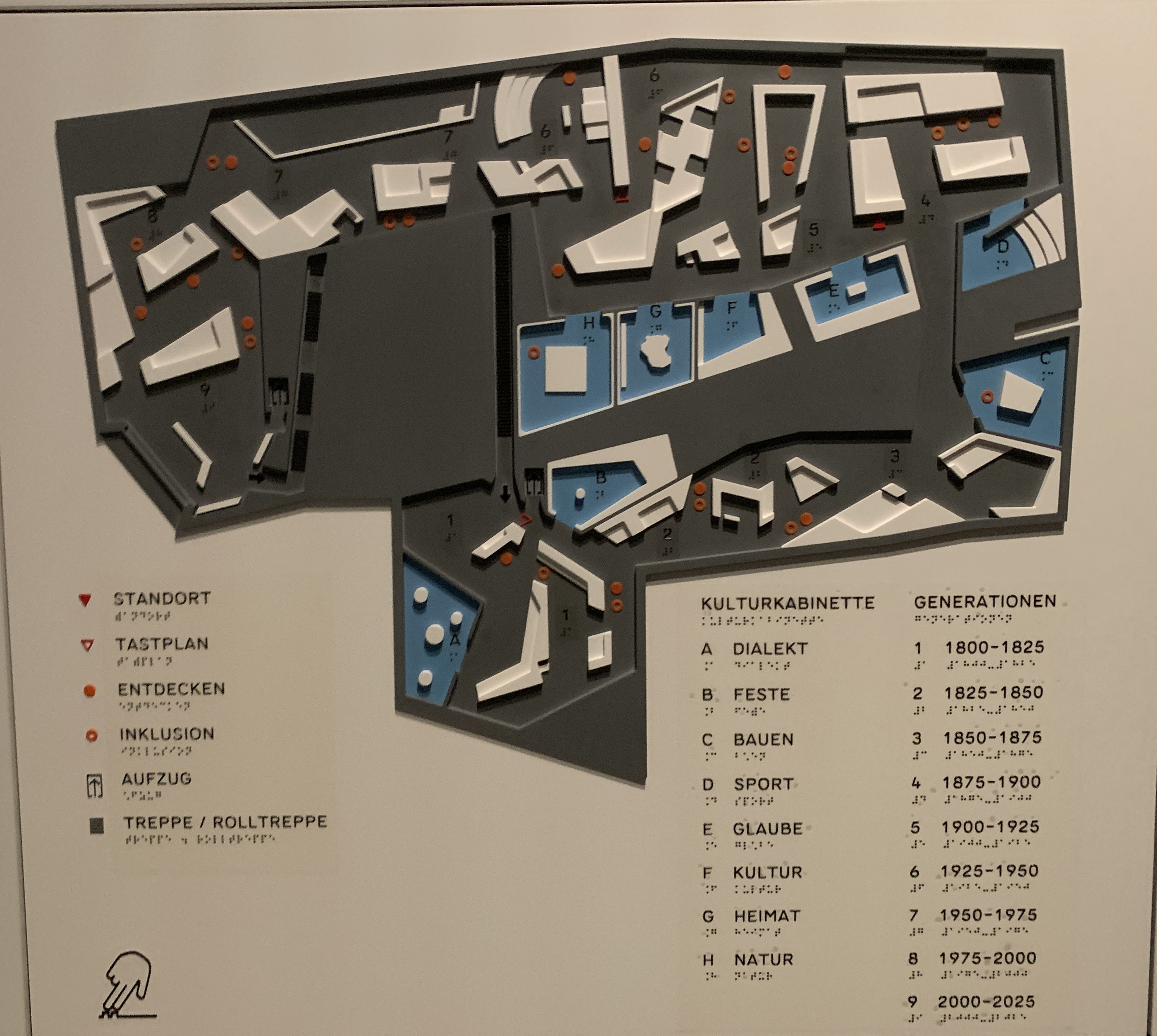
Lageplan 1. OG

Themen der Generationenerzählung in der Dauerausstellung im ersten Stockwerk:
- Bayern wird Königreich
- Wird Bayern Nation?
- Königsdrama Ludwig II.
- Bayern wird Mythos
- Weltkrieg und Freistaat
- Diktatur - Katastrophe - Neubeginn
- Wiederaufbau - Wirtschaftswunder
- Wendejahre
- Was bestimmt Gegenwart und Zukunft?[44]

In der Dauerausstellung werden an die 1000 Exponate präsentiert. Wie sehr sich die Architektur mit der Ausstellung verbindet, zeigt sich daran, dass das Gebäude am bedeutendsten Geschichtsort der Dauerausstellung, der in der Landtagseinrichtung versinnbildlichten Demokratisierung des Freistaates nach dem Zweiten Weltkrieg, seinen höchsten Punkt erreicht. Deutlich zu erkennen ist diese Stelle von Norden aus im Knick des Daches ungefähr in der Mitte der Front.
Rund ein Drittel der Ausstellungsstücke wurde von privater Seite zur Verfügung gestellt. Von daher firmiert das HdBG auch als Bürgermuseum. Durch das 80 m² große, der Altstadt zugewandte „Domfenster“ wird der Regensburger Dom mit seinen beiden Türmen zum „wichtigsten Exponat der schönsten Ausstellungsstück“, wie das Bistum Regensburg seinen Beitrag mit Augenzwinkern angibt.
Die Süddeutsche Zeitung beschreibt das Museumskonzept als anekdotisch, aber klar gegliedert und hält das Museum für eine „voll familientaugliche Erlebniswelt“. Der Medieneinsatz im Museum wird unterschiedlich wahrgenommen: der Kultur-Blog Schnabel schreibt „interaktiven digitalen Schaltflächen“ wenig Erkenntnisgewinn zu. Das Würzburger Katholische Sonntagsblatt dagegen ist begeistert von den „digitalen Raffinessen“ und „Mitmachstationen“, die dazu anregen, „Bayerns Geschichte zu begreifen“.
Die Süddeutsche Zeitung hebt besonders mit Blick auf das Panorama im Erdgeschoss und die Augmented-Reality-Darstellung von Bayerns Satellitenbild hervor, „dass Technik in Museen inzwischen aus mehr als Knopfdrücken besteht“. Das Haus der Bayerischen Geschichte verfügt zusätzlich über die vielfältigen medienpädagogischen Möglichkeiten seines angeschlossenen digitalen Lern- und Projektzentrums, der Bavariathek. Auf die Kritik der Unübersichtlichkeit hat das Museum mit Richtungspfeilen und einer zusätzlichen Beleuchtung reagiert. Bayern-Klischees werden über knappes, leicht verständliches und trotzdem tiefergehendes Textmaterial hinterfragt.
Lobend wird auch die kritische und ironische Auseinandersetzung mit bayerischer Geschichte in den Texten und Ausstellungsinszenierungen erwähnt. Die bildhaften Inszenierungen bedienen gleichzeitig einen gewissen Unterhaltungsanspruch.
Bernd Kellermann hebt dabei die Bühne „Ois Chicago“ zum Export bayerischer Produkte und Kultur in alle Welt Ende des 19. Jahrhunderts und die Rekonstruktion eines Dorfladens aus dem schwäbischen Obergünzburg hervor.
Auch wegen der überwiegend positiven Resonanz der Medien entwickelte sich das HdBG aus dem Stand zu einem der größten Publikumsmagneten des Freistaates. Bereits in den ersten Monaten nach der Eröffnung im Juni 2019 konnte eine halbe Million Gäste begrüßt werden. Durch die coronabedingten Lockdowns und Beschränkungen wurde diese Entwicklung jäh gestoppt. Seit der Wiedereröffnung Anfang Juni 2021 konnten allerdings in wenigen Wochen erneut 50.000 Besucher registriert werden. Die Zeitschrift GEO kürte das HdBG als eine der „must see“ – Sehenswürdigkeiten Europas. Entsprechend hoch wird die touristische Anziehungskraft des Hauses insbesondere auch durch die hier gezeigten Landesausstellungen 2019 und 2021 eingeschätzt. Die Bayern erkennen im HdBG zunehmend „ihr“ Museum. Hier präsentiert und besonders vorgestellt zu sein, ist das Ziel vieler Städte und Regionen. Regelmäßig führt es zu Debatten in den jeweiligen Heimatzeitungen, ob dies ausreichend und richtig geschieht.

### Blick in die Dauerausstellung

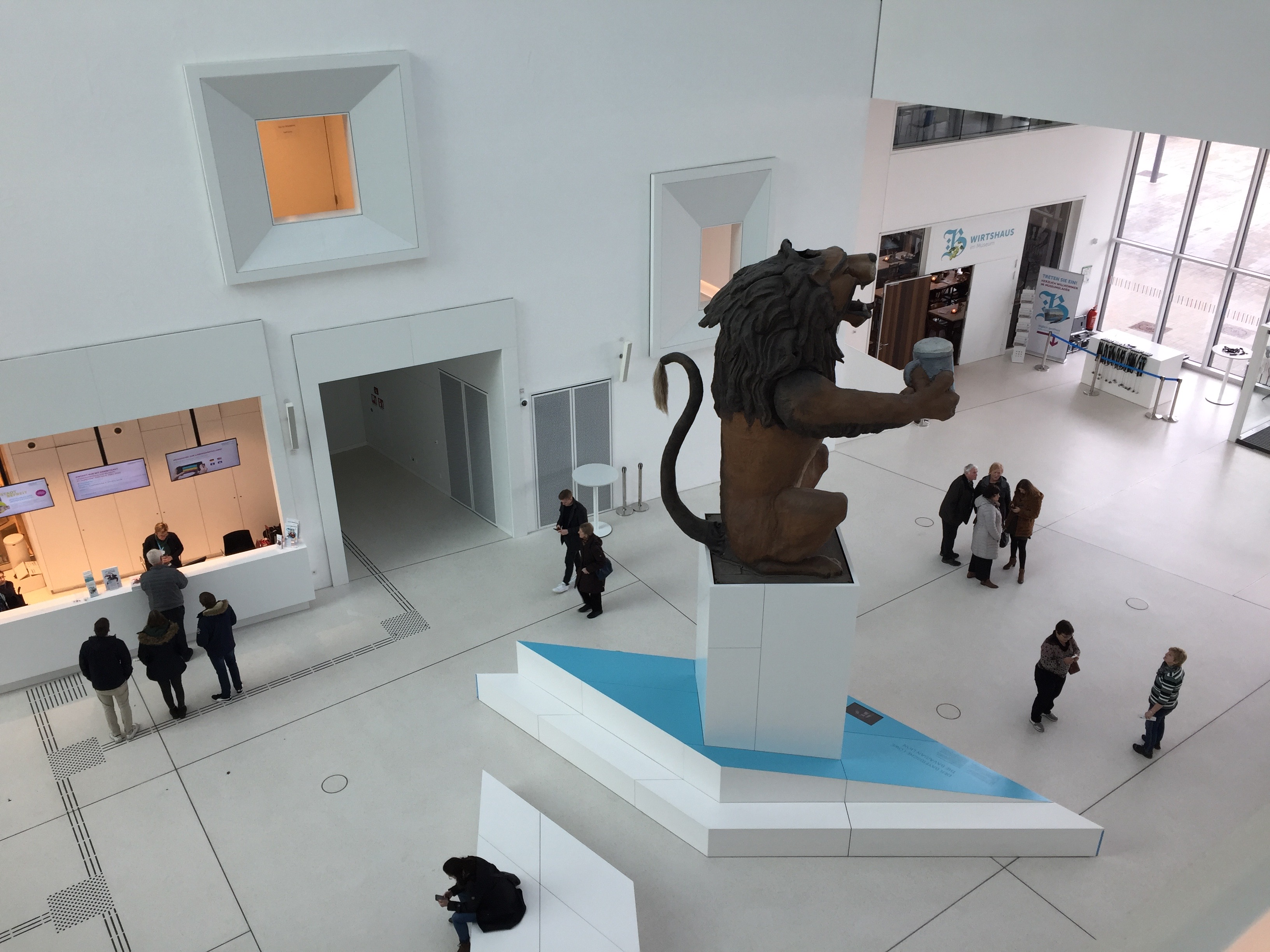
Foyer mit Löwenbräulöwe
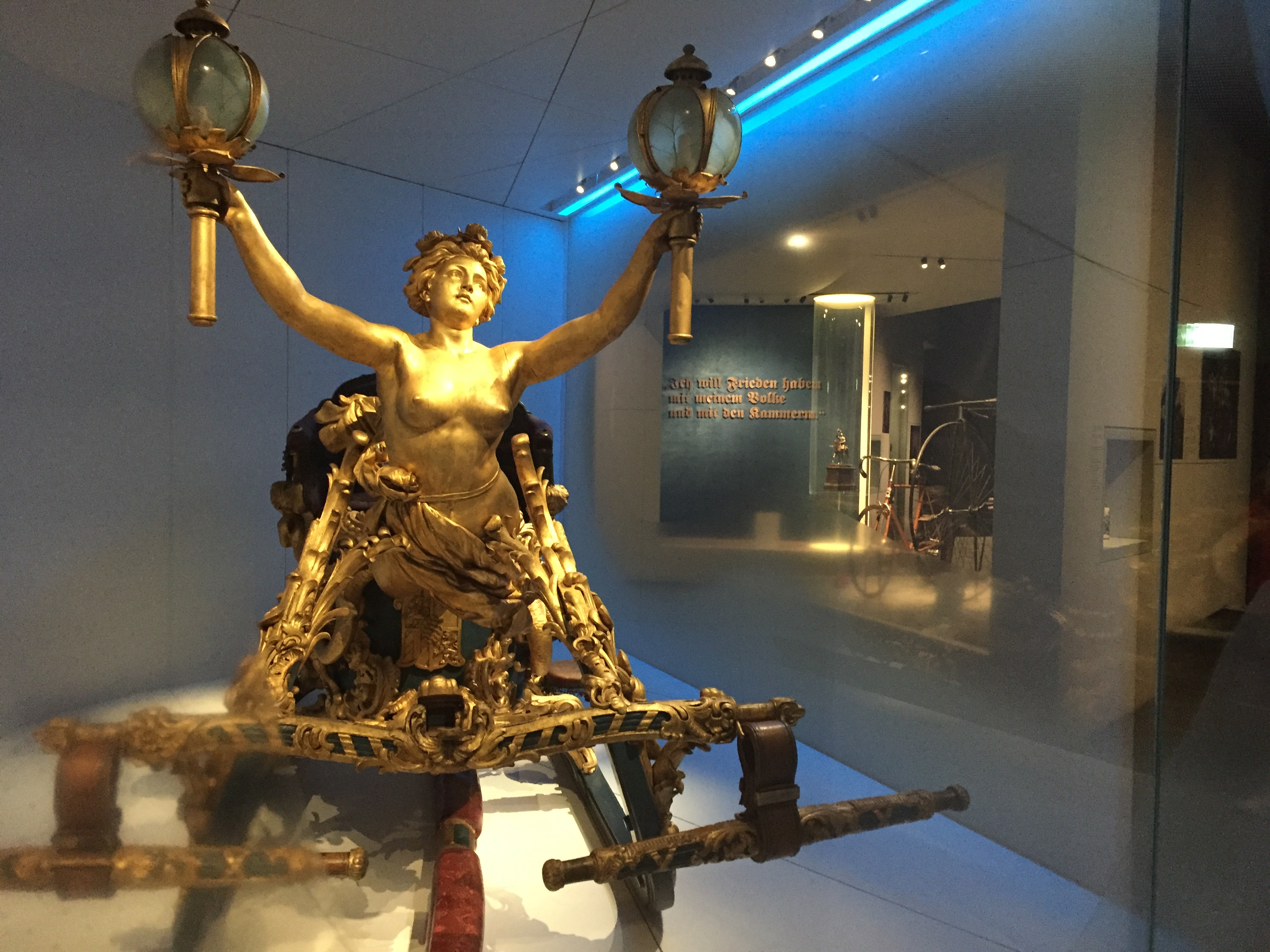
Prunkschlitten von Ludwig II.
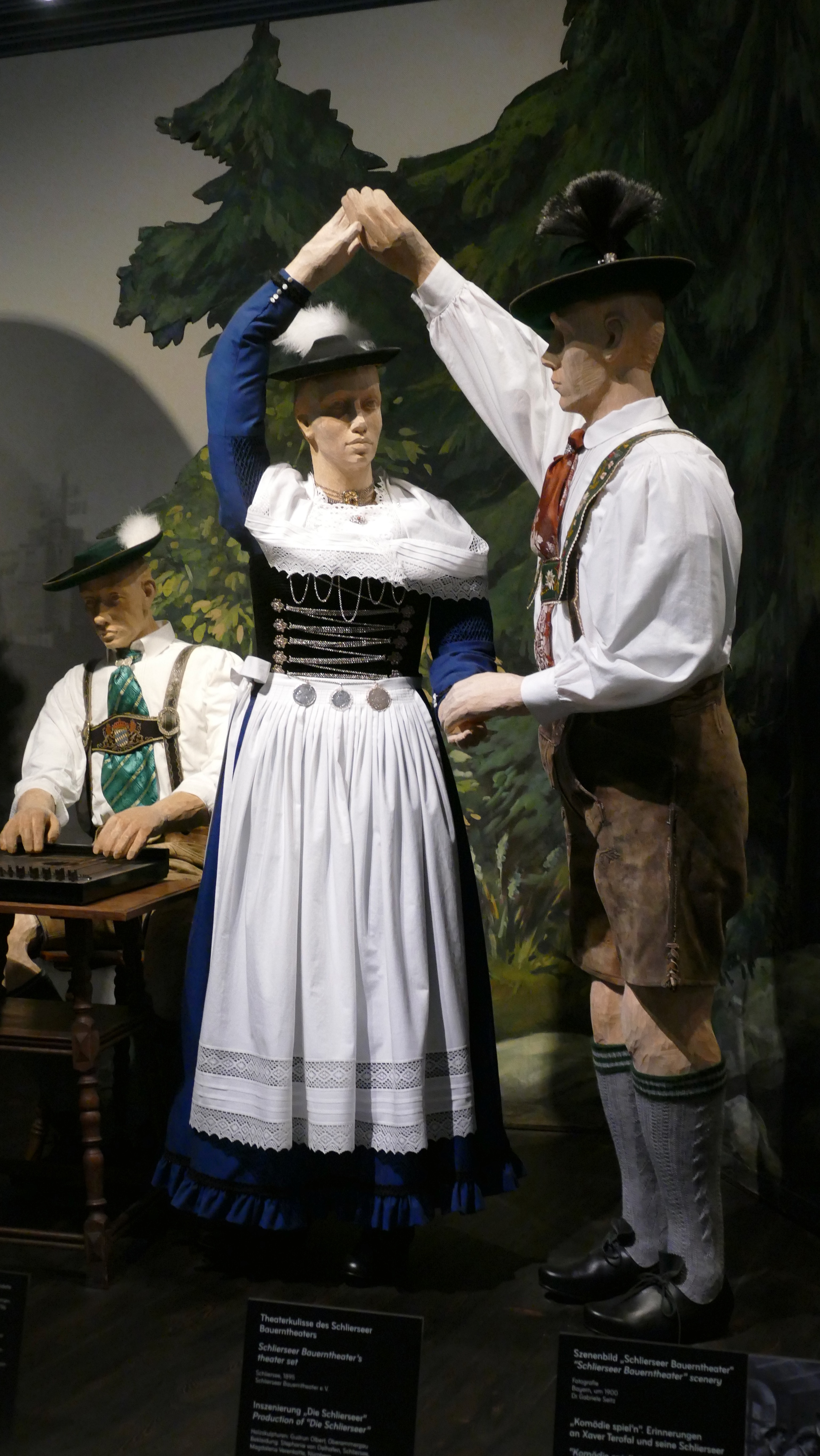
Berühmt in Chicago: Schlierseer Bauerntheater
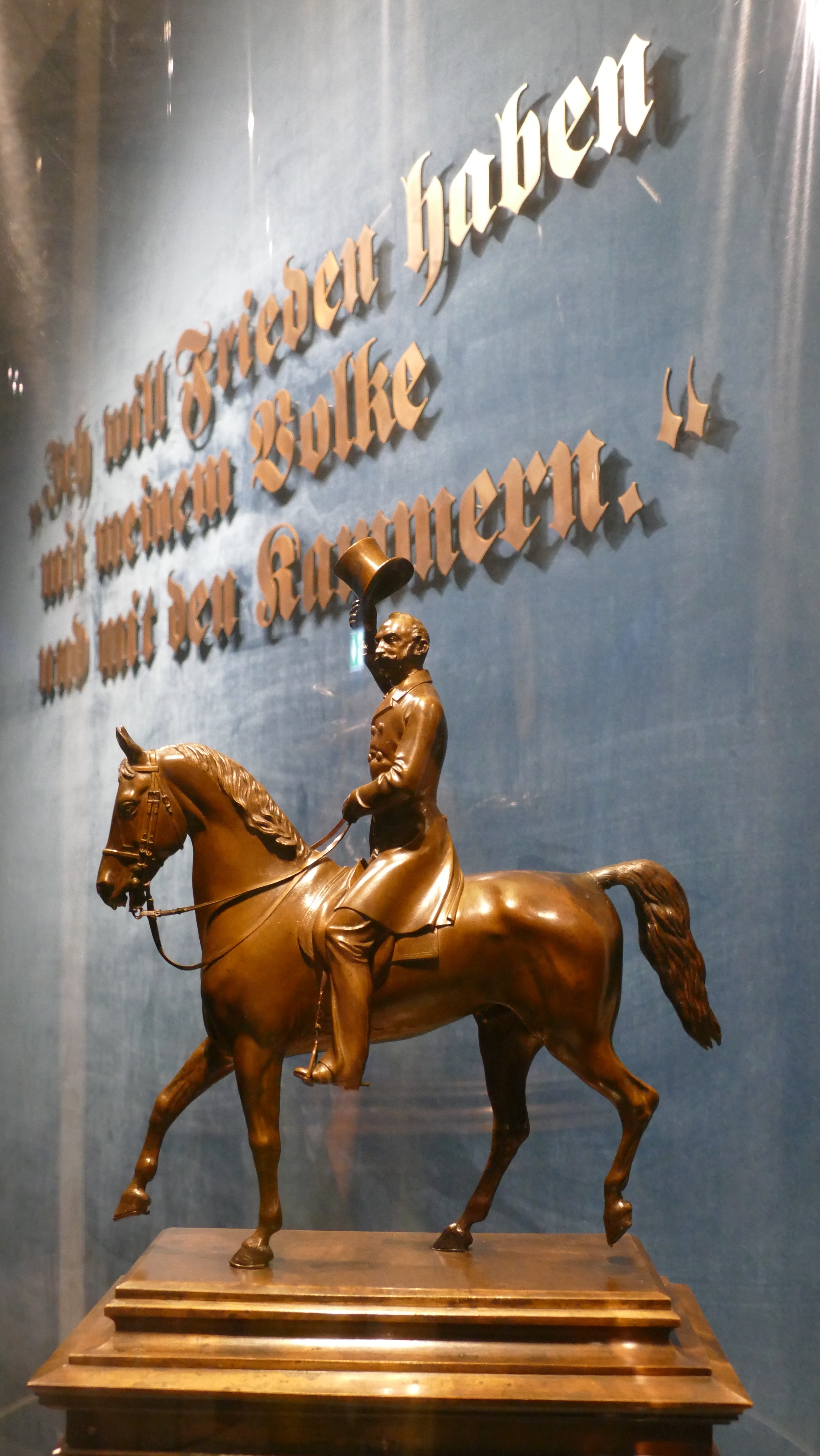
Statuette König Maximilian II.
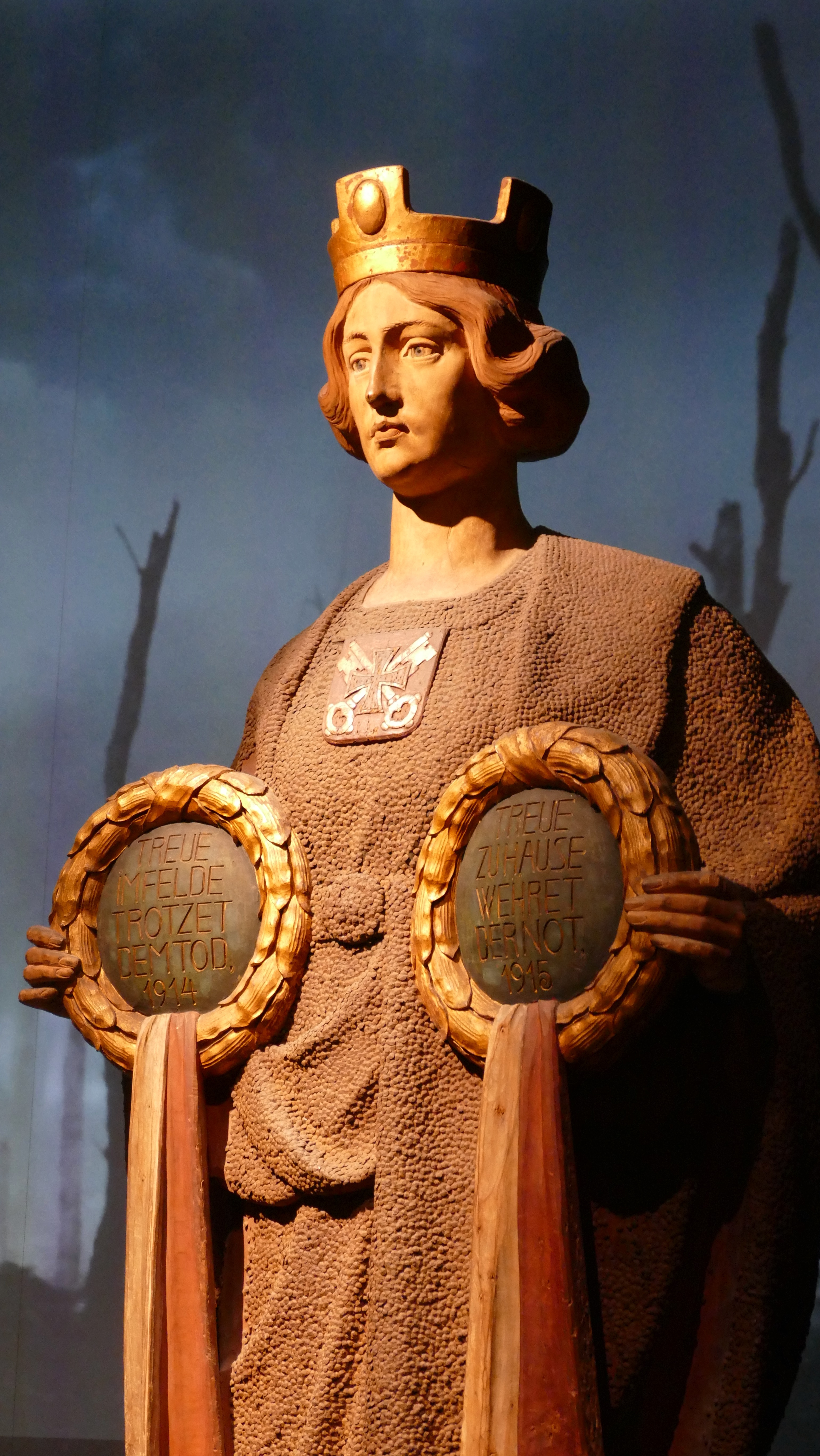
Ratisbona – Spenden für den Ersten Weltkrieg
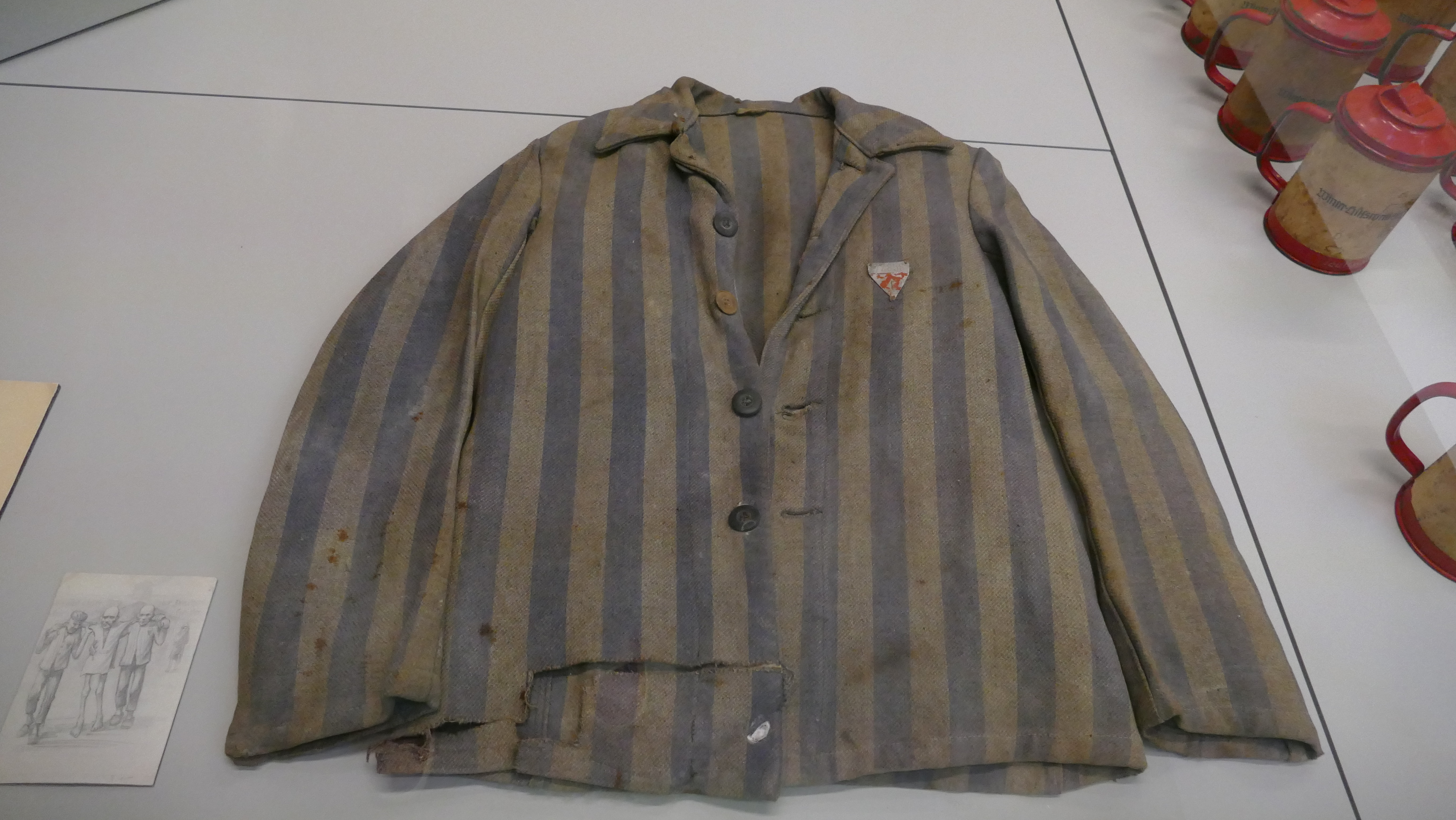
Häftlingsjacke aus dem KZ Dachau
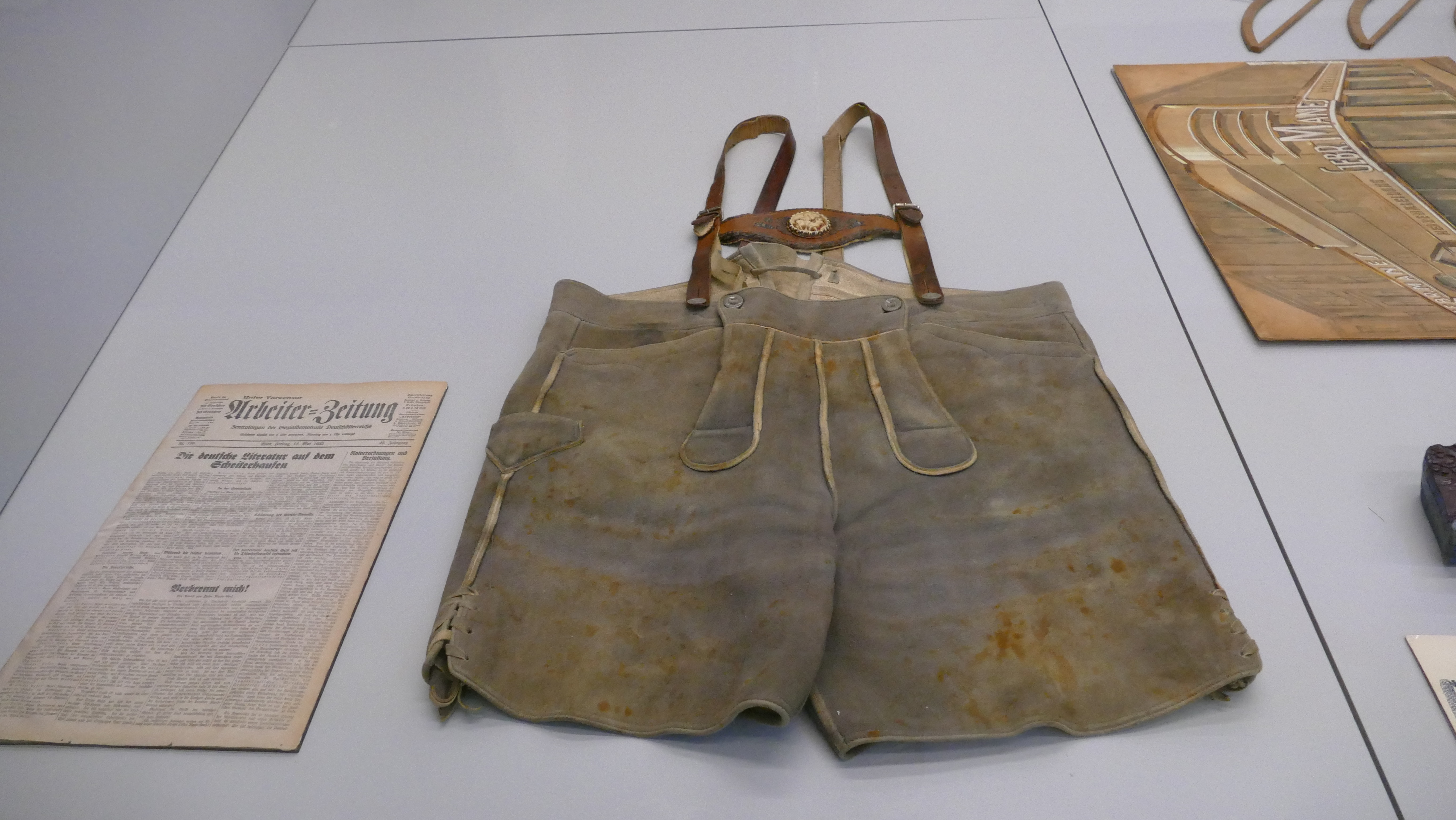
Selbst im Exil: Oskar Maria Graf trug Lederhose
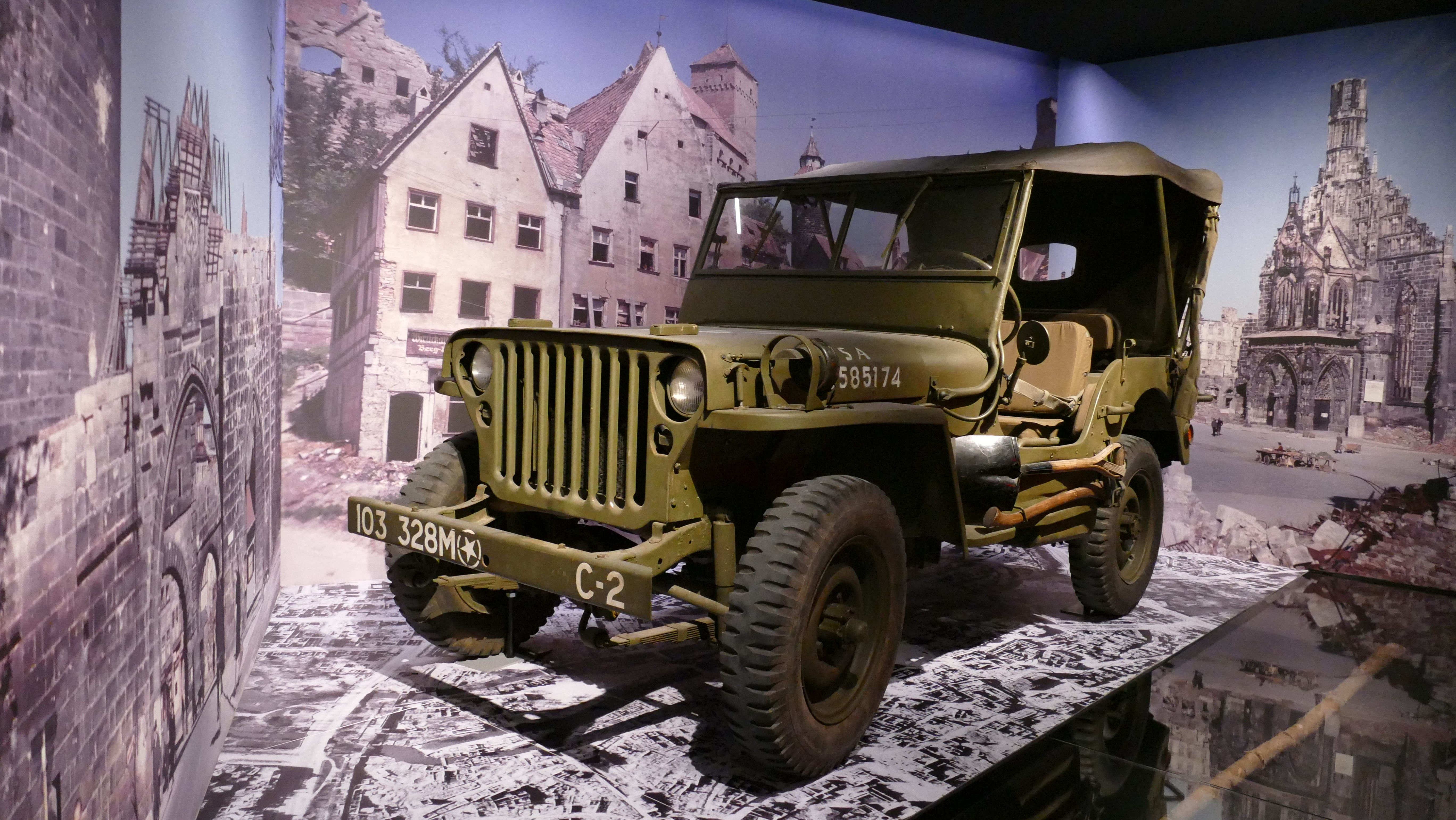
Befreiung vom Nationalsozialismus: Amerikanischer Jeep
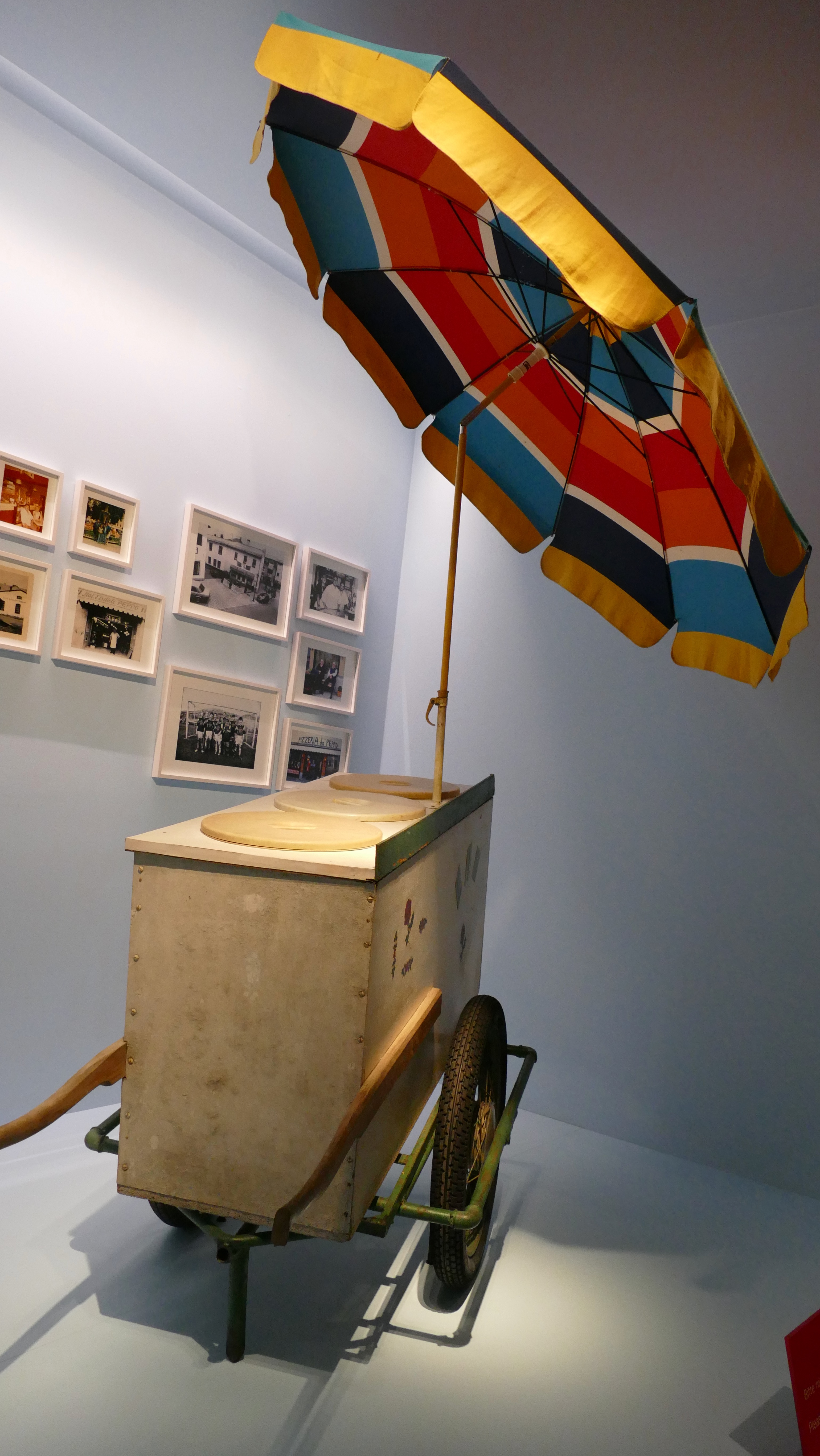
Wie das Gelato nach Bayern kam
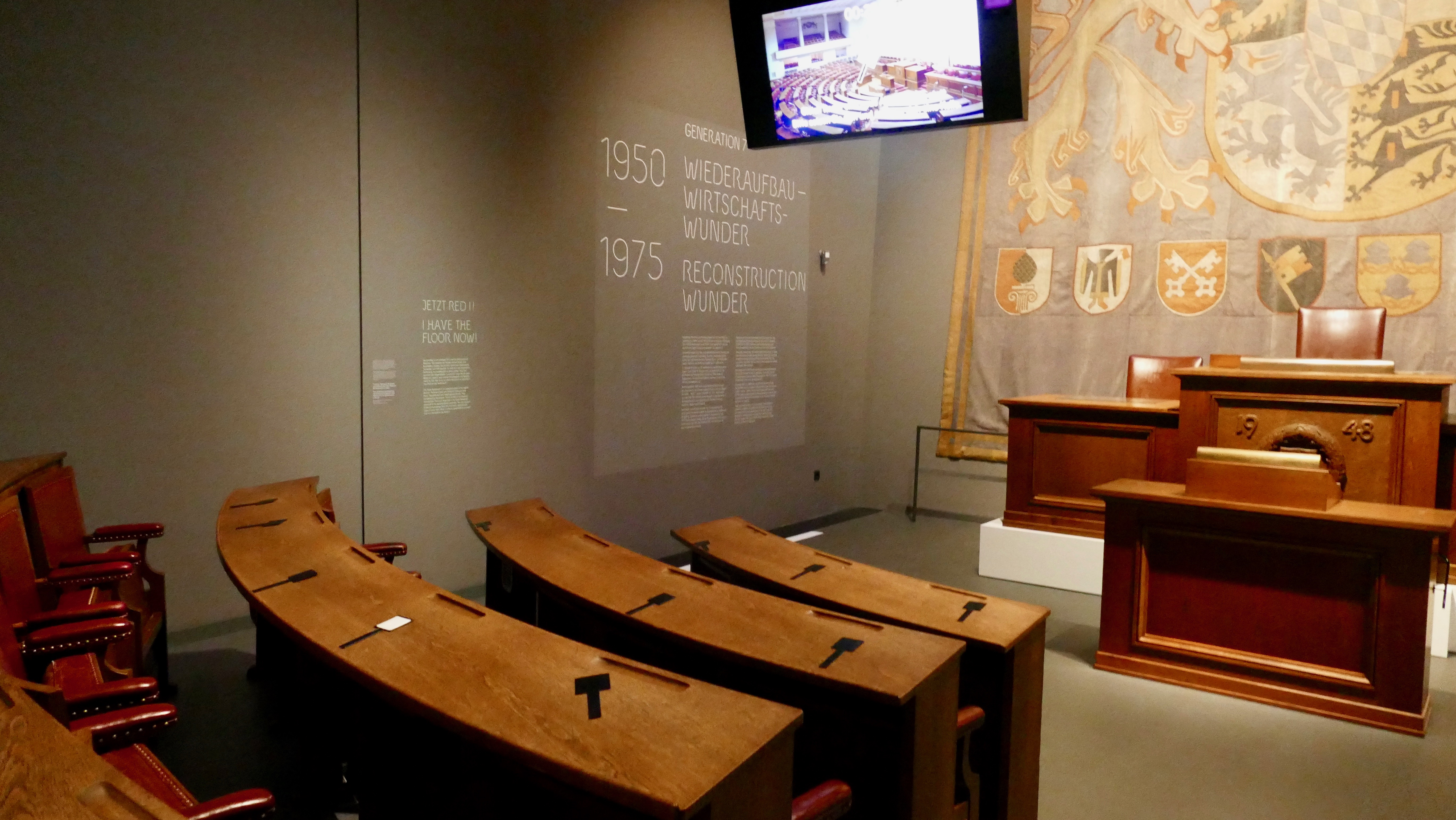
Demokratie: Mobiliar aus dem Maximilianeum
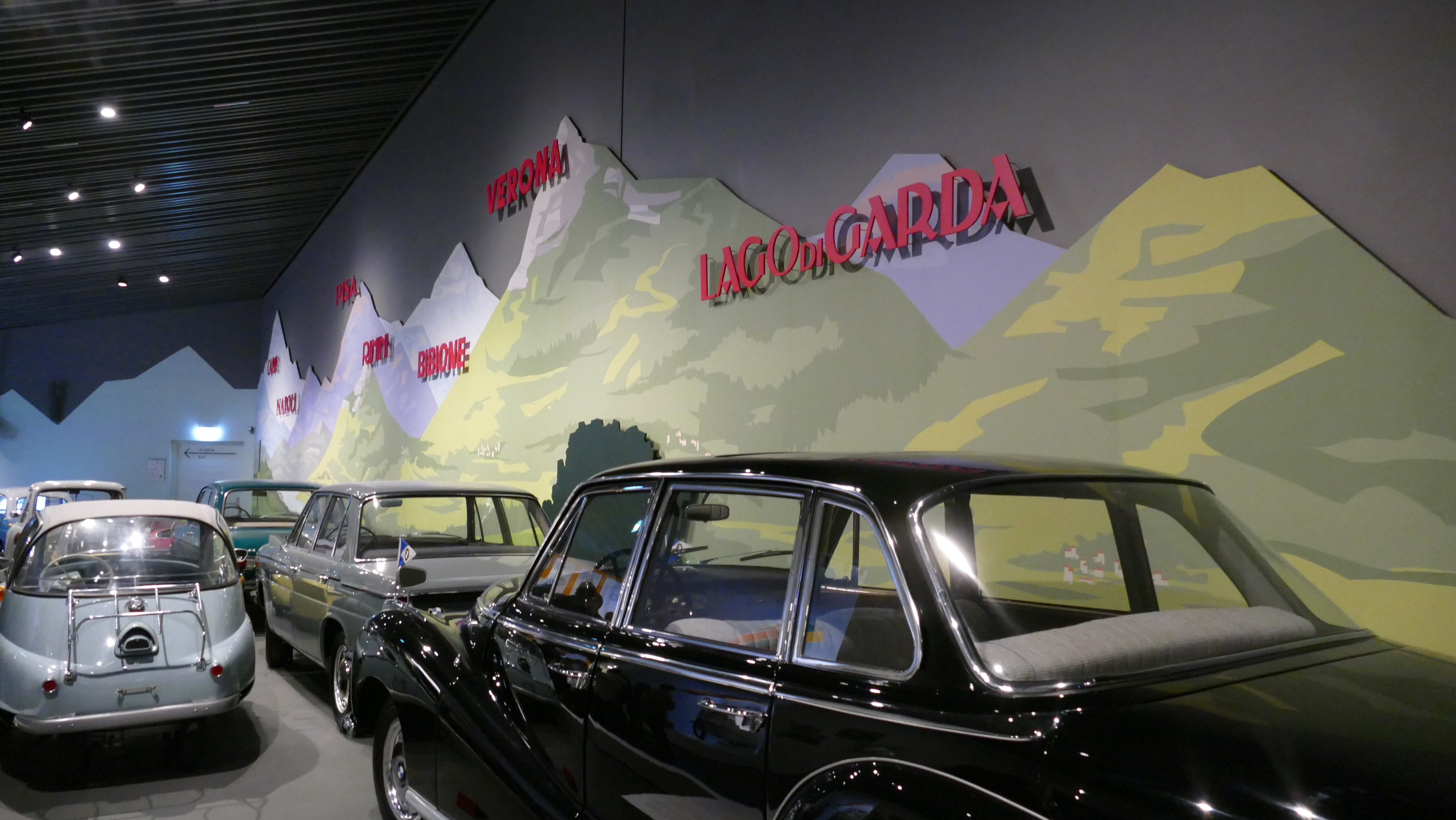
Aufschwung: Bayerische Automobilindustrie
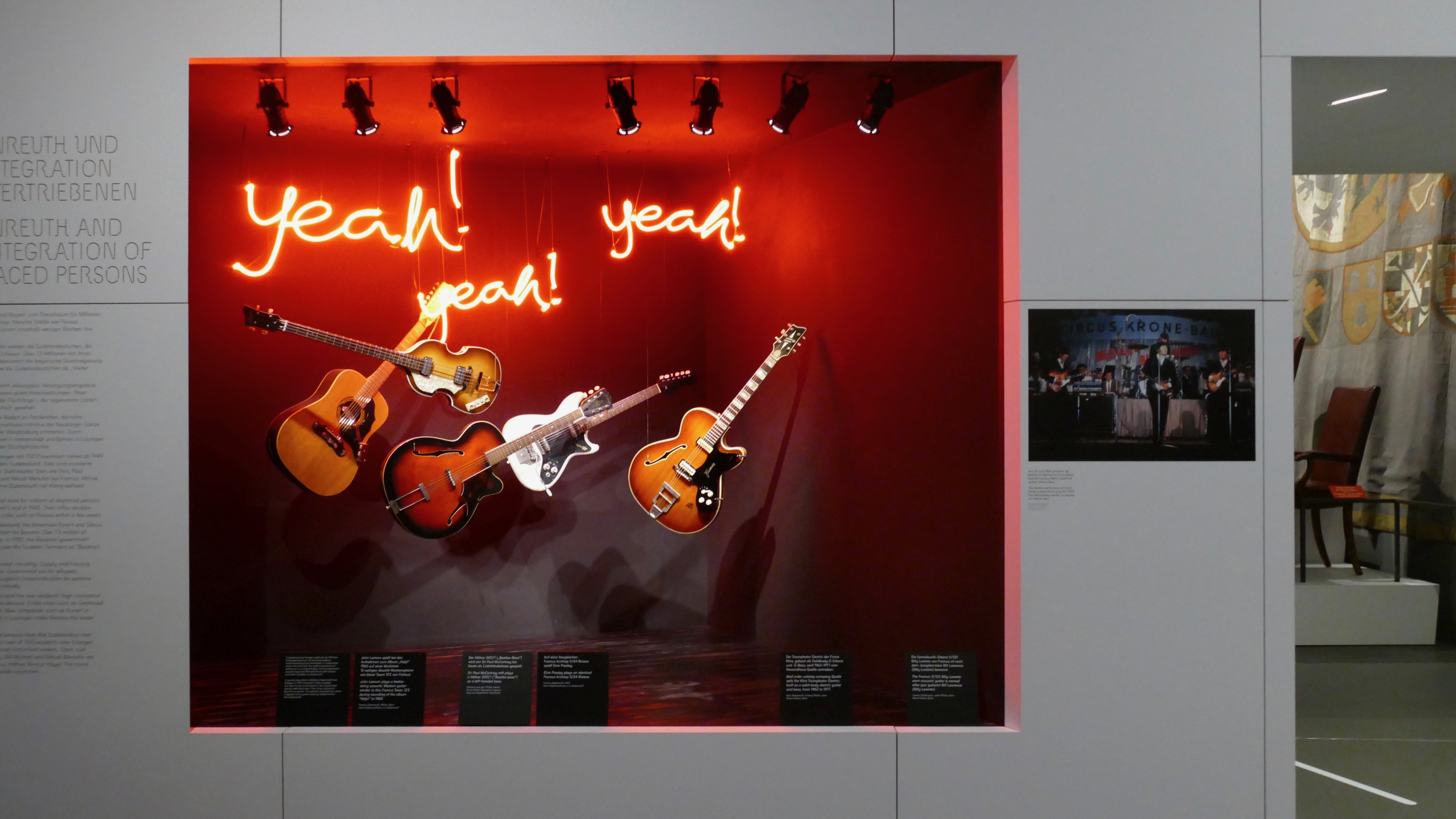
Instrumente aus Bubenreuth: beliebt bei Popstars
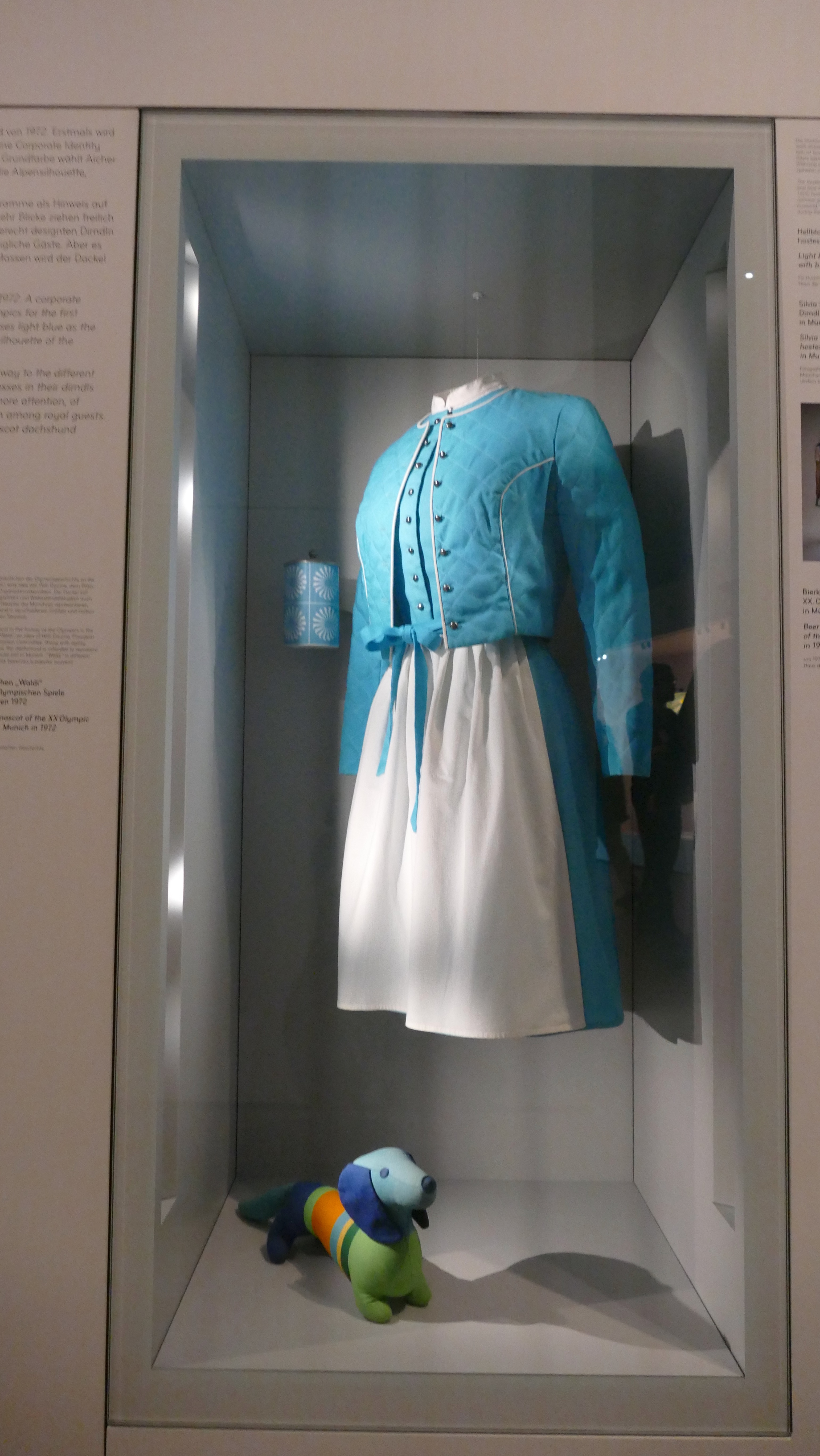
Hostessen-Kostüm der Olympischen Spiele 1972
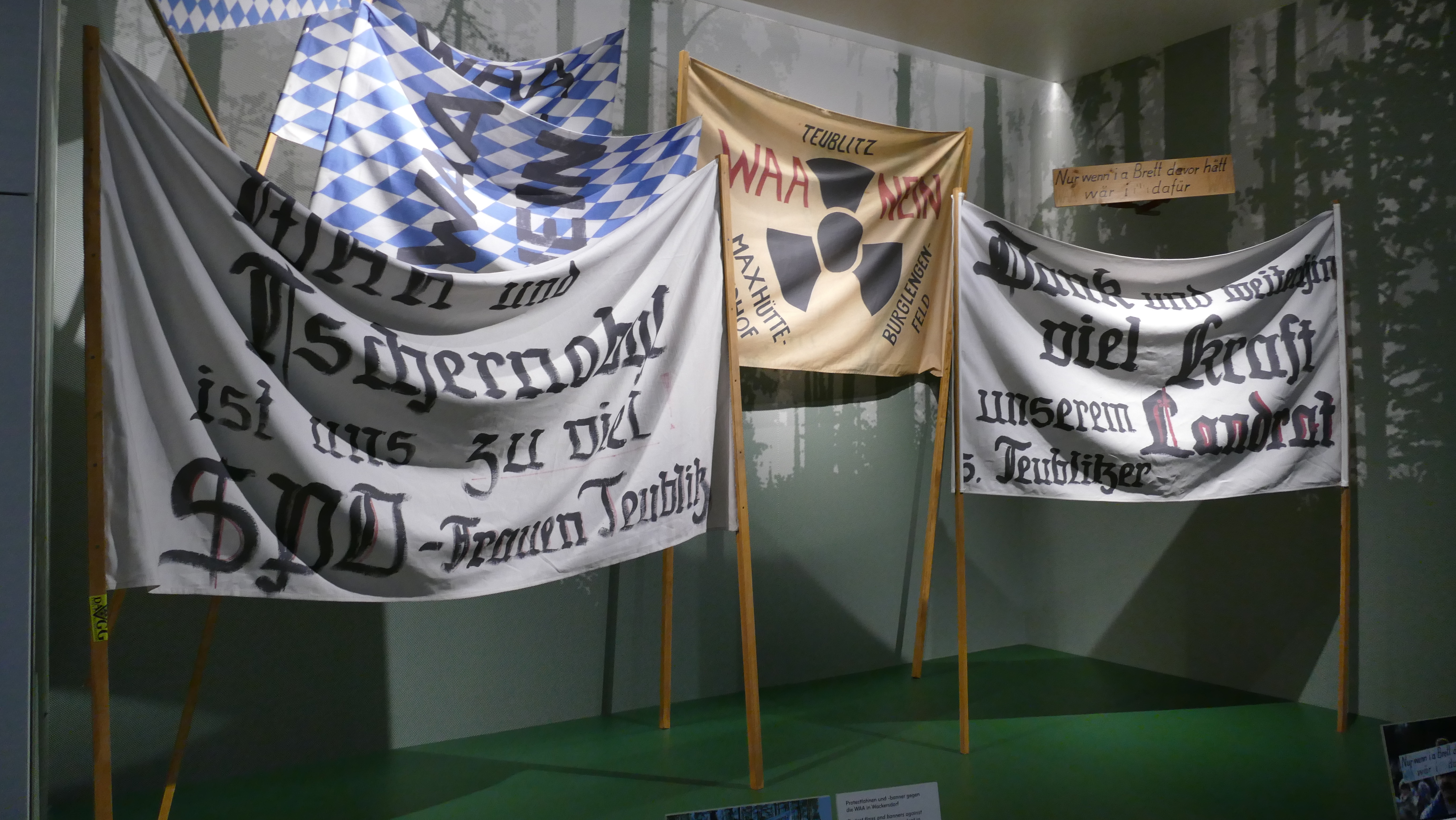
Protest gegen die Wiederaufarbeitungsanlage Wackersdorf
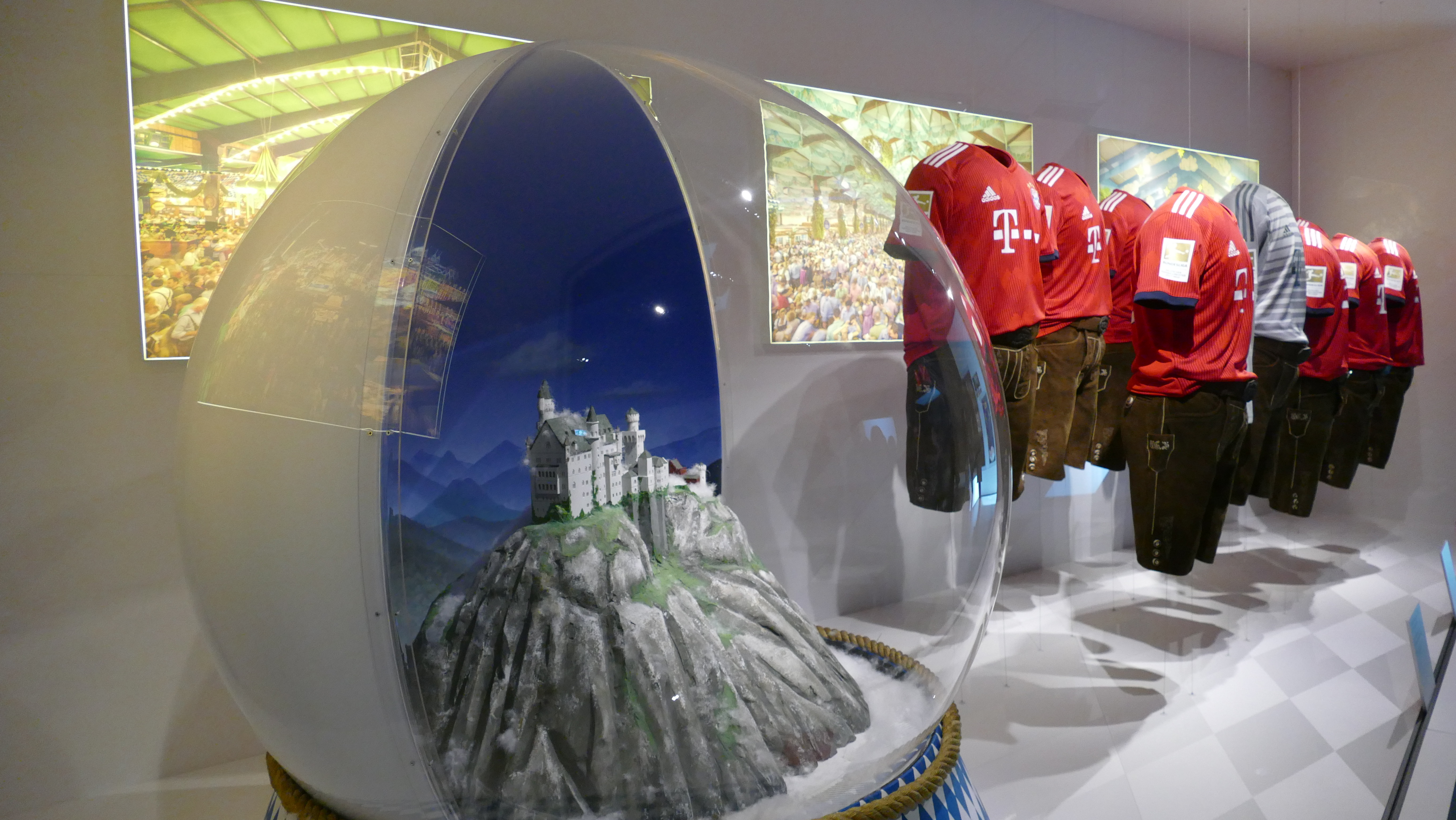
Bayern München und Neuschwanstein: Mythos Bayern heute?
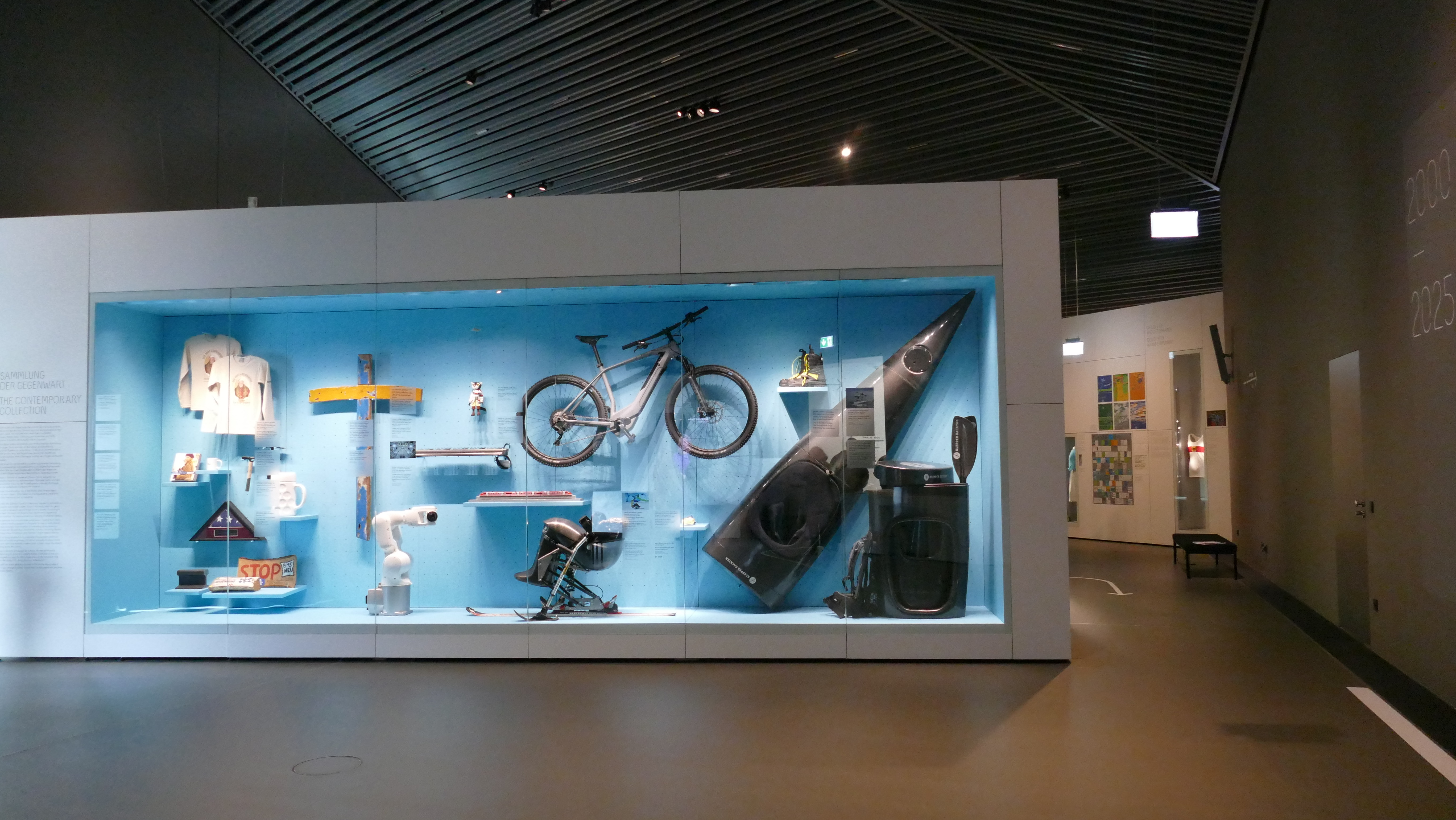
Moderne bayerische Produkte
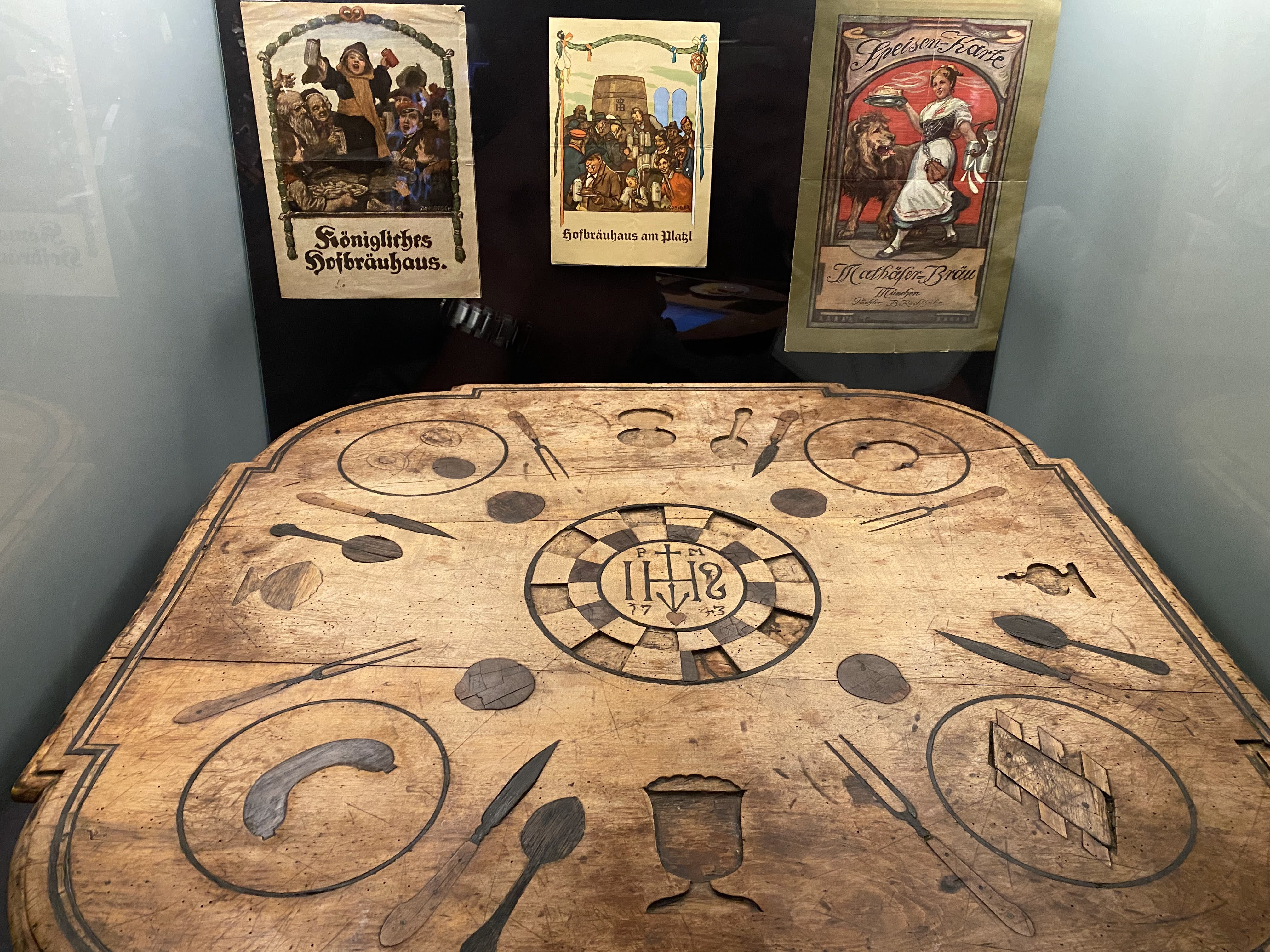
Ausstellung zum Wirtshaussterben in Bayern

Auf der Homepage des Hauses gibt es ergänzend verschiedene Portale zur bayerischen Geschichte.
Im Sonderausstellungsbereich „Donausaal“ im Museumsfoyer wurde als erste Sonderausstellung vom 27. September 2019 bis 8. März 2020 die Bayerische Landesausstellung 2019/2020 „100 Schätze aus 1000 Jahren“ präsentiert. Von 26. September 2020 bis 7. Februar 2021 folgte die Bayernausstellung „Tempo, Tempo – Bayern in den 1920ern“. Dabei war der Donausaal zweigeteilt: in der einen Hälfte war die Ausstellung aufgebaut, in der anderen wurde der Film „Wartesaal“ gezeigt.
Vom 23. Juni 2021 bis zum 16. Januar 2022 war im Donausaal die Bayerische Landesausstellung 2021 „Götterdämmerung II – Die letzten Monarchen“ zu sehen.

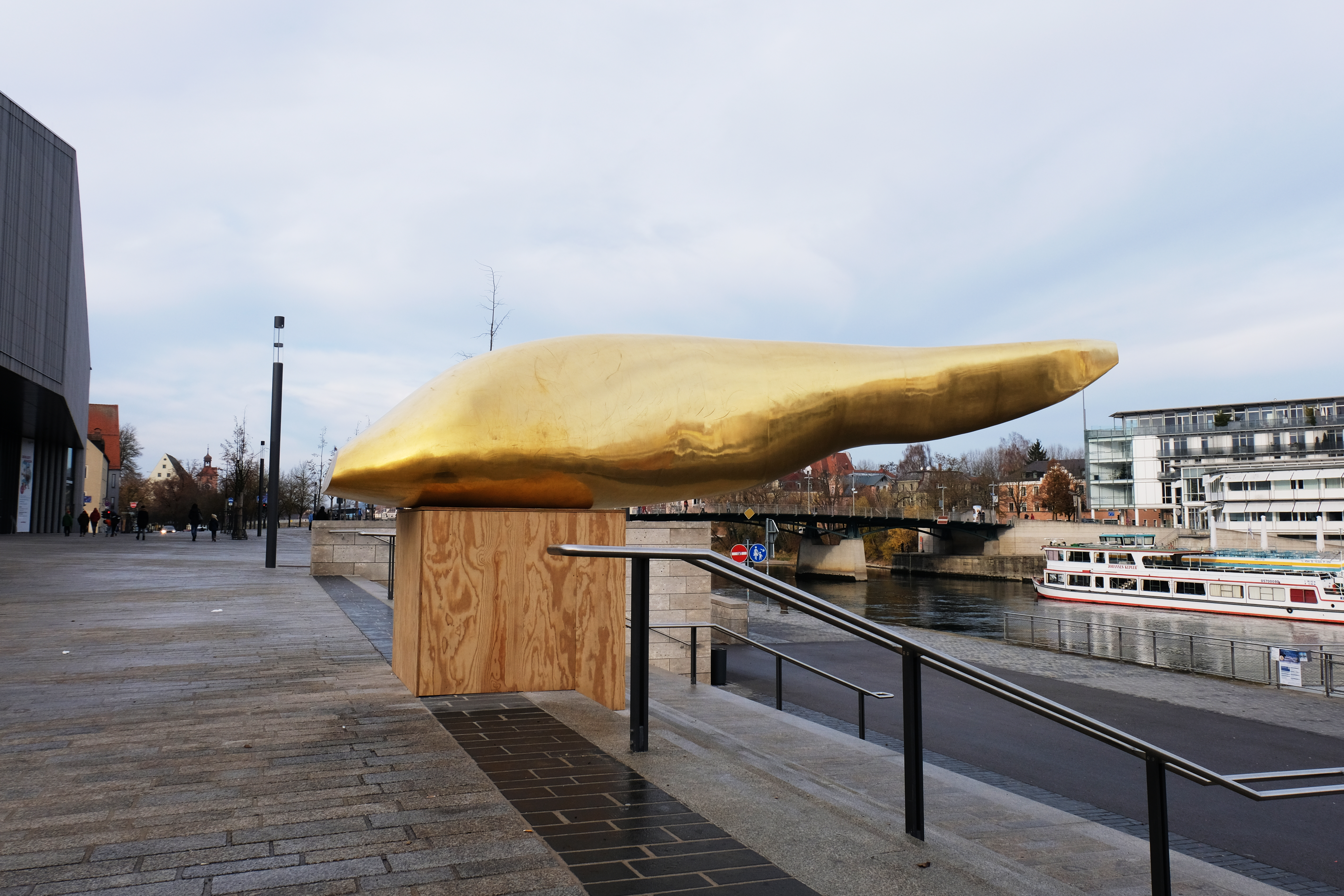
Die Skulptur „Goldener Waller“ (2019)

Vor dem Museum steht seit Herbst 2019 eine 8,60 Meter lange und blattvergoldete Skulptur, die einen Waller darstellt. Sie stammt von den Berliner Künstlern Cisca Bogman und Oliver Störmer, die damit den ersten Preis beim landesweiten Wettbewerb „Kunst am Donaumarkt“ gewonnen hatten.
Nach Enthüllung des Wallers und Fertigstellung des neuen Donaumarktes hat sich der Platz trotz Corona zu einem Treffpunkt insbesondere der politisch engagierten Jugend entwickelt, etwa wenn am Waller gegen die Überfischung der Meere protestiert wird. Das HdBG hat diese Entwicklung ausdrücklich begrüßt.